# Черепні нерви

Схематичне зображення черепних нервів зі вказаними назвами

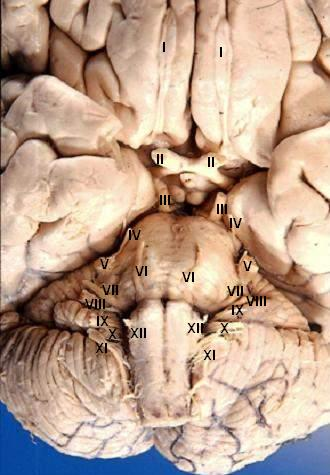
Черепні нерви та їх розміщення (справжній макроанатомічний препарат)

Черепні нерви, черепно-мозкові нерви (лат. nervi craniales) — нерви, що починаються безпосередньо у головному мозку. Більшість підручників з анатомії вказують на те, що в людини дванадцять пар черепних нервів, хоча, враховуючи і термінальний нерв, у людини наявні тринадцять пар черепних нервів: перші три відходять від переднього мозку, решта десять — від стовбура. У різних хребетних кількість черепних нервів може різнитися.
12 пар черепних нервів разом з парою термінальних нервів та 31 парою спінальних нервів складають периферичну нервову систему.
Черепні нерви позначаються римськими цифрами починаючи із найбільш рострального до найбільш каудального, крім того, кожен із них має власну назву, що відбиває його розміщення або функцію.
Всі черепні нерви, крім блукаючого, іннервують голову та шию. Блукаючий нерв іннервує ще й органи грудної та черевної порожнин. При пошкодженні черепних нервів функції, які вони забезпечують, гіршають або зникають.

## Загальні принципи будови та функціонування
Розглядати черепний нерв в контексті тільки нервового стовбура хибно. Черепний нерв — це система, яка складається з власне нерва, ядер, вузлів, нервових шляхів, кіркових та підкіркових аналізаторів, які з ним пов'язані.

### Список черепних нервів людини та їх функції
| Назва нерва                                                                                          | Чутливі/Рухові волокна | Хід нерва | Функція |
| --- | ---------------------- | --- | --- |
| 0, N Термінальний (лат. nervus terminalis)                                                           | Чутливі                | Починається від носової перегородки та прямує до термінальної пластинки головного мозку (кінцеве галуження нерва є варіабельною ознакою для різних класів). | Функція до кінця не з'ясована. Серед можливих функцій — відчуття феромонів. Відіграє важливу роль в розвитку гіпоталамуса та статевої системи |
| I Нюховий (лат. nervus olfactorius)                                                                  | Чутливі                | Починається із нюхових рецепторів носа, нервові волокна через отвори в решітчастій кістці прямують до нюхових цибулин. | Забезпечує відчуття нюху. |
| II Зоровий (лат. nervus opticus)                                                                     | Чутливі                | Починається у сітківці ока, пучки волокон від кожного ока прямують до головного мозку, де частково перетинаються, утворюючи зорове перехрестя, і продовжуються як зорові шляхи до таламуса. | Передача інформації від паличок та колбочок, тобто забезпечення функції зору |
| III Окоруховий (лат. nervus oculomotorius)                                                           | Рухові                 | Починається у вентральній частині середнього мозку, проходить через верхню очноямкову щілину, після чого розгалужується на кілька гілок, що іннервують окорухові (окрім верхнього косого та бічного прямого) м'язи. | Соматичні рухові волокна іннервують чотири м'язи, що забезпечують рух очей: нижній косий, нижній, медіальний і верхній прямі. Парасимпатичні рухові волокна іннервують м'яз-звужувач зіниці та війковий м'яз, який регулює опуклість кришталика. |
| IV Блоковий (лат. nervus trochlearis)                                                                | Рухові                 | Починається у дорсальній частині (єдиний нерв, який виходить з дорсальної поверхні стовбура мозку) середнього мозку, прямує вперед до верхньої очноямкової щілини, через який проходить разом із окоруховим нервом. | Соматичні рухові волокна іннервують верхній косий м'яз ока. |
| V Трійчастий (лат. nervus trigeminus)                                                                | Чутливі та рухові      | Нерв виходить двома корінцями спереду середньої ніжки мозочка; прямує до чутливого трійчастого вузла, який власне утворює чутливий корінець своїми аксонами; рухові та пропріоцептивні волокна проходять транзитом вузол; перед виходом з черепа стовбур поділяється на три гілки: | |
| V Трійчастий (лат. nervus trigeminus)                                                                | Чутливі та рухові      | Очний нерв (V1) (лат. nervus ophthalmicus) — проходить через верхню очну щілину та прямує до лобної ділянки, очного яблука, слізної залози, решітчастої кістки і частини її комірок, частини носової порожнини. | Передає сенсорну інформацію від верхньої частини обличчя, верхніх повік, носа, слизової оболонки носової порожнини, рогівки та слізних залоз. |
| V Трійчастий (лат. nervus trigeminus)                                                                | Чутливі та рухові      | Верхньощелепний нерв (V2) (лат. nervus maxillaris) — проходить через круглий отвір та виходять в крилопіднебінну ямку. | Передає сенсорну інформацію від слизової оболонки носової порожнини, піднебіння, верхніх зубів, верхньої губи, щік, нижніх повік. |
| V Трійчастий (лат. nervus trigeminus)                                                                | Чутливі та рухові      | Нижньощелепний нерв (V3) (лат. nervus mandibularis) — проходить через овальний отвір клиноподібної кістки, віддає рухові гілочки певним м'язам та розгалужується у нижній третині обличчя. | Передає сенсорну інформацію від нижньої третини обличчя, підборіддя, передньої частини язика (крім смакових цибулин), нижніх зубів. Рухові волокна іннервують жувальні м'язи. |
| VI Відвідний (лат. nervus abducens)                                                                  | Рухові                 | Виходить з нижньої частини мосту (на межі з пірамідою довгастого мозку) до ока через верхню очноямкову щілину. | Містить соматичні рухові волокна, що іннервують бічний прямий м'яз ока. |
| VII Лицевий (лат. nervus facialis) (до його складу входить проміжний нерв (лат. nervus intermedius)) | Чутливі та рухові      | Виходить з мосто-мозочкового кута, входить до скроневої кістки через внутрішній слуховий прохід, деяку відстань проходить всередині кістки, де від нього поступово відходять великий кам'янистий, стремінцевий нерви та барабанна струна. Гілочки до мімічний м'язів виходять через шило-соскоподібний отвір. | Рухові волокна іннервують мімічні м'язи, рухові волокна парасимпатичної нервової системи іннервують слізні залози, залози носової порожнини та піднебіння, підщелепні та під'язикові слинні залози. Чутливі волокна передають інформацію від смакових бруньок двох передніх третин язика.                                                                                                  |
| VIII Присінково-завитковий (лат. nervus vestibulocochlearis)                                         | Чутливі                | Присінковий та завитковий нерви починаються від волоскових клітин апарату рівноваги та слухового апарату внутрішнього вуха відповідно, проходять через внутрішній слуховий прохід, зливаються в один присінково-завитковий нерв, що входить до мозку на межі між мостом та довгастим мозком. | Передає сенсорну інформацію від органів слуху та рівноваги. |
| IX Язико-глотковий (лат. nervus glossopharyngeus)                                                    | Чутливі і рухові       | Починається в довгастому мозку, через яремний отвір прямує до горла, задньої третини язика, каротидного синуса та слинної залози. | Рухові волокна іннервують верхні м'язи глотки, парасимпатичні еферентні волокна — привушні слинні залози. Чутливі волокна передають інформацію від смакових рецепторів та відчуття дотику, тиску, болю від глотки і задньої третини язика, хеморецепторів каротидного тільця і барорецепторів каротидного синусу.                                                                          |
| X Блукаючий (лат. nervus vagus)                                                                      | Чутливі і рухові       | Починається в довгастому мозку, виходить із черепа через яремний отвір, після чого його гілки розгалужуються в область шиї, горла, та тулуба. Єдиний із черепних нервів, що виходить за межі голови і шиї. | Рухові волокна іннервують м'язи глотки та гортані. Більшість еферентних волокон є парасимпатичними, вони передають нервові імпульси до серця, легень та органів черевної порожнини. Чутливі волокна доносять інформацію від органів черевної та грудної порожнини, барорецепторів дуги аорти, хеморецепторів каротидного та аортального тілець, смакових рецепторів задньої частини язика. |
| XI Додатковий (лат. nervus accessorius)                                                              | Рухові                 | Утворений двома корінцями: черепномозковим, що відходить від довгастого мозку, та спинномозковим, що відходить від верхньої частини (C1—C5) спинного мозку. Спинномозковий корінець входить у череп через великий отвір, об'єднується із черепномозковим у єдиний додатковий нерв, який після виходу із черепа через яремний отвір знову поділяється на дві гілки: черепномозкова приєднується до блукаючого нерва, а спинномозкова іннервує м'язи шиї. | Черепномозкова гілка іннервує м'язи глотки, гортані та м'якого піднебіння, спинномозкова — трапецієподібний та грудинно-ключично-сосцеподібний м'язи. |
| XII Під'язиковий (лат. nervus hypoglossus)                                                           | Рухові                 | Починається рядом корінців у довгастому мозку, виходить із черепа через канал під'язикового нерва і прямує до язика. | Іннервує м'язи язика, котрі забезпечують перемішування їжі, ковтання та утворення звуків під час мовлення. |

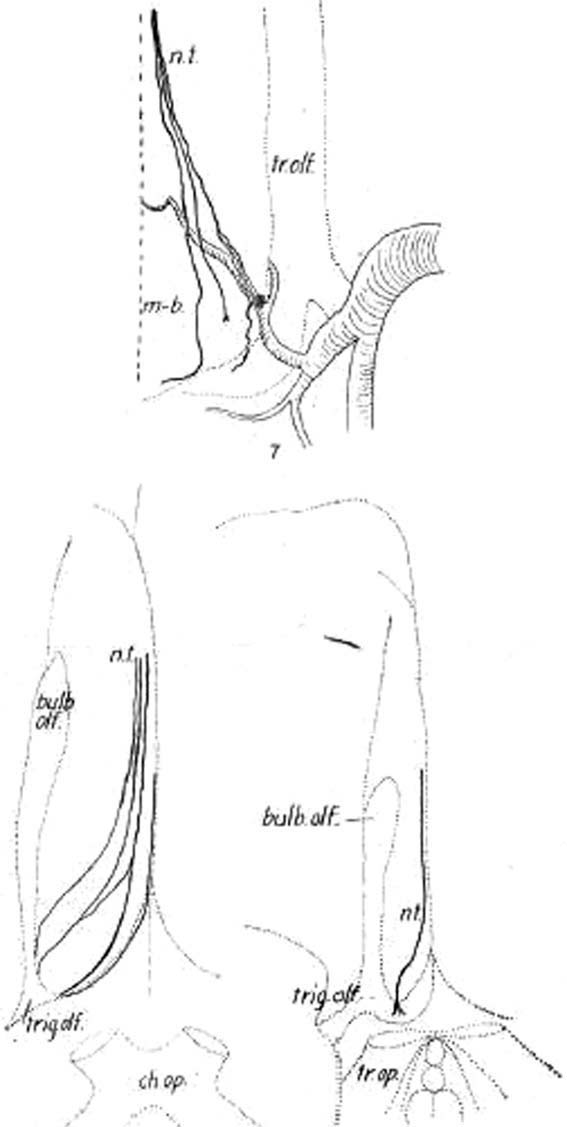
Термінальний нерв
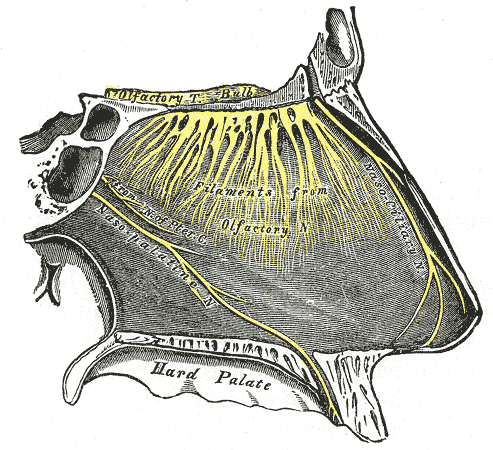
Нюховий нерв
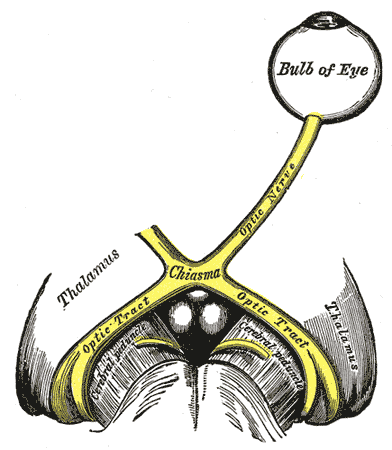
Зоровий нерв
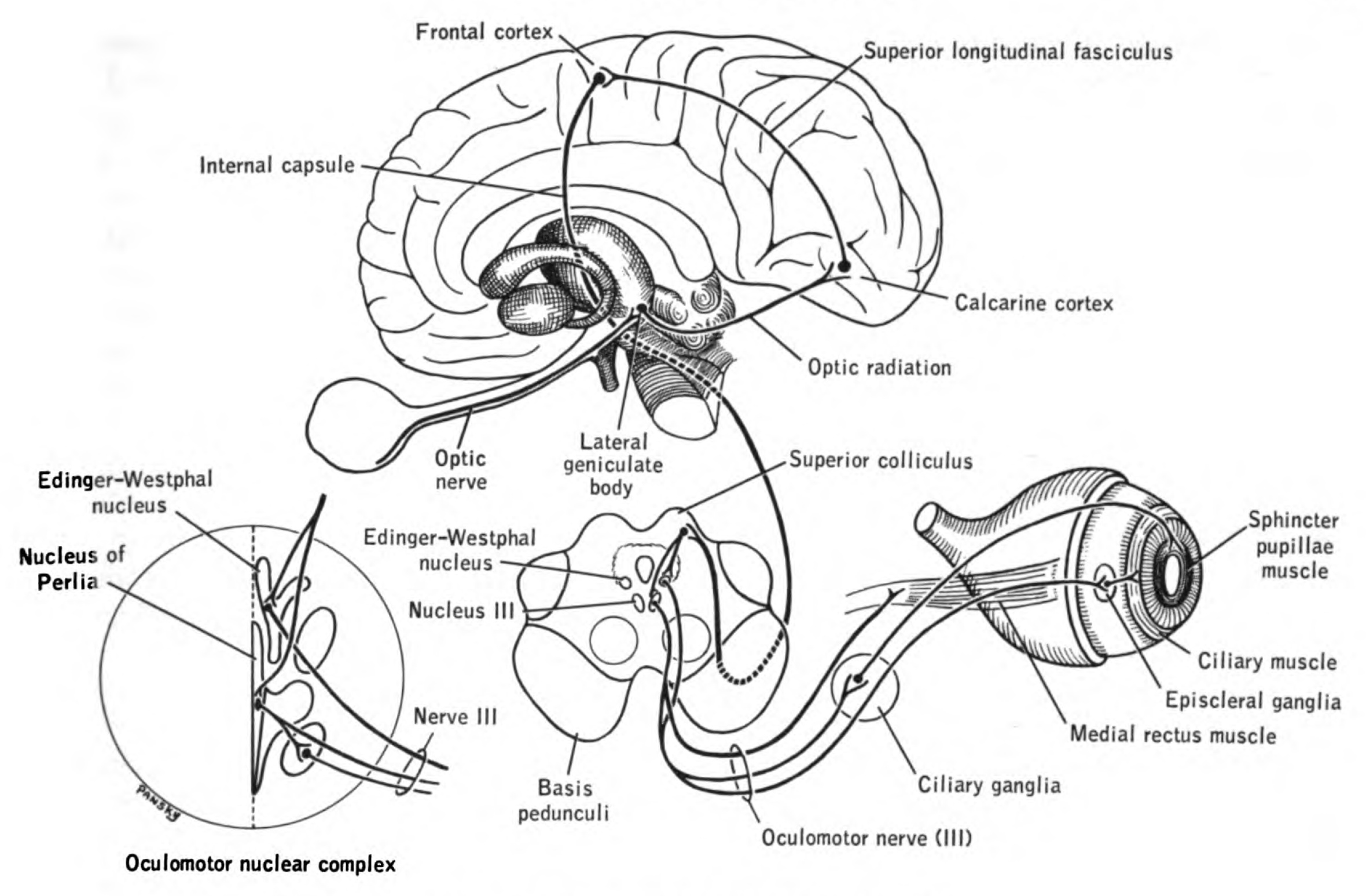
Окоруховий нерв
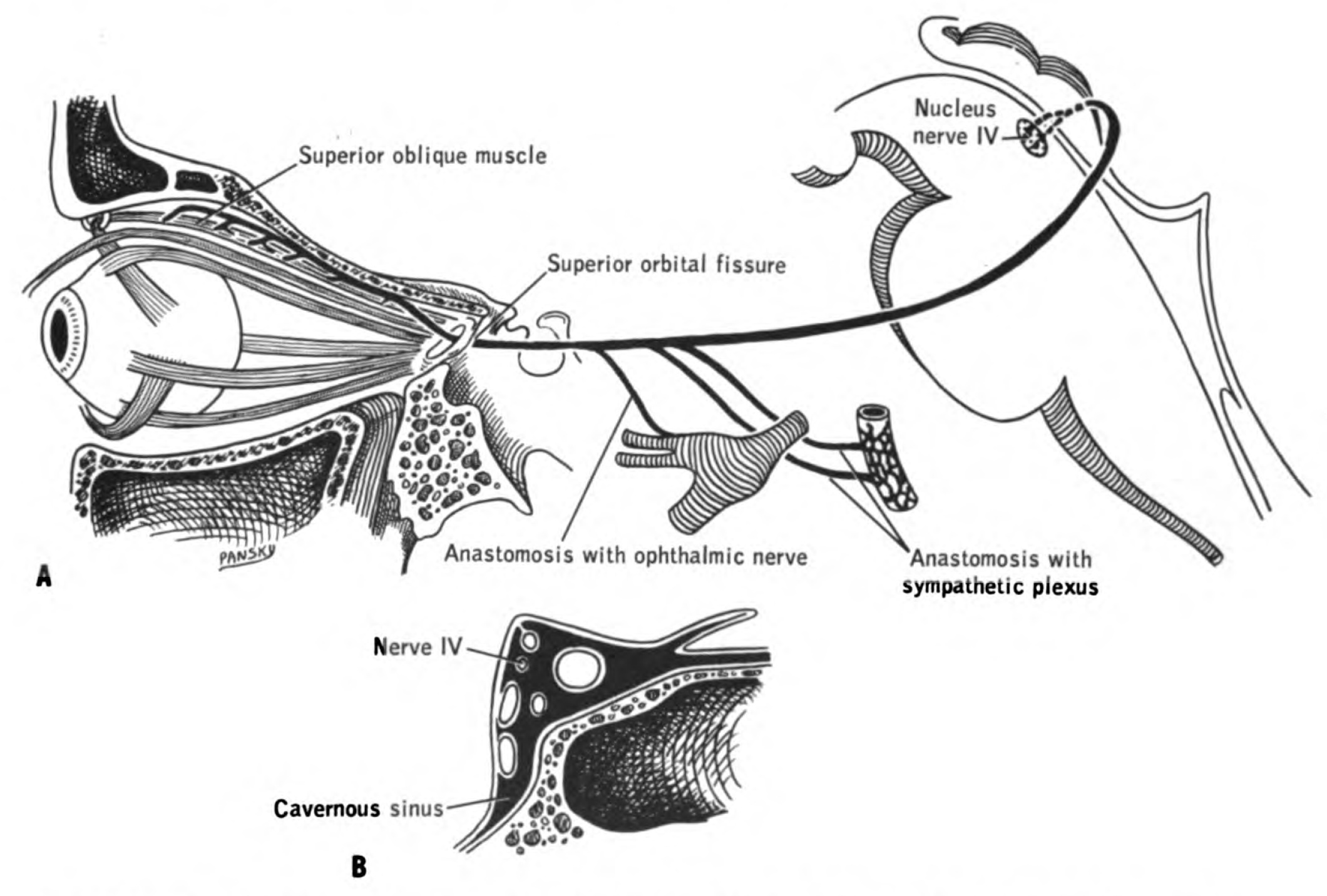
Блоковий нерв
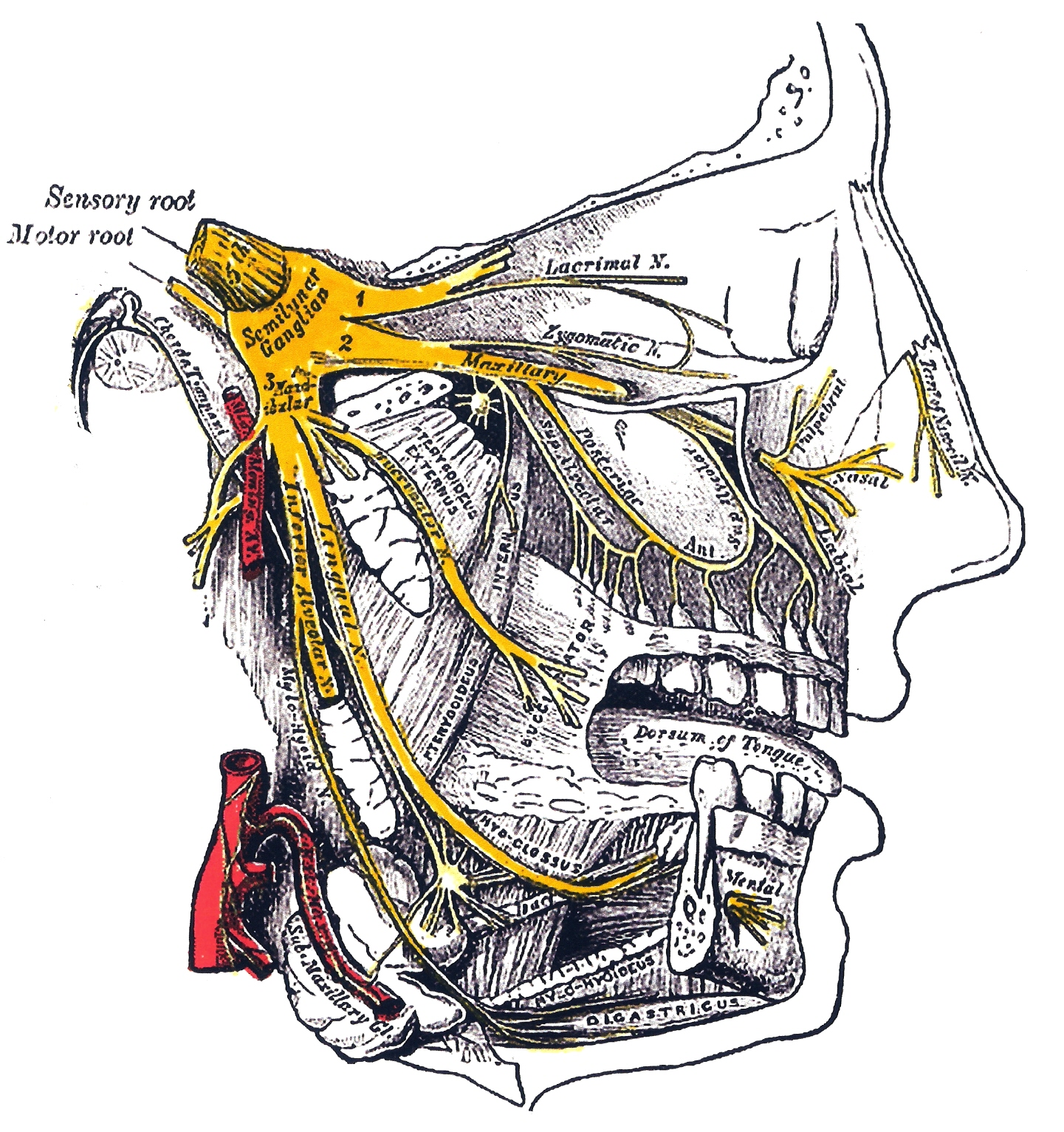
Трійчастий нерв
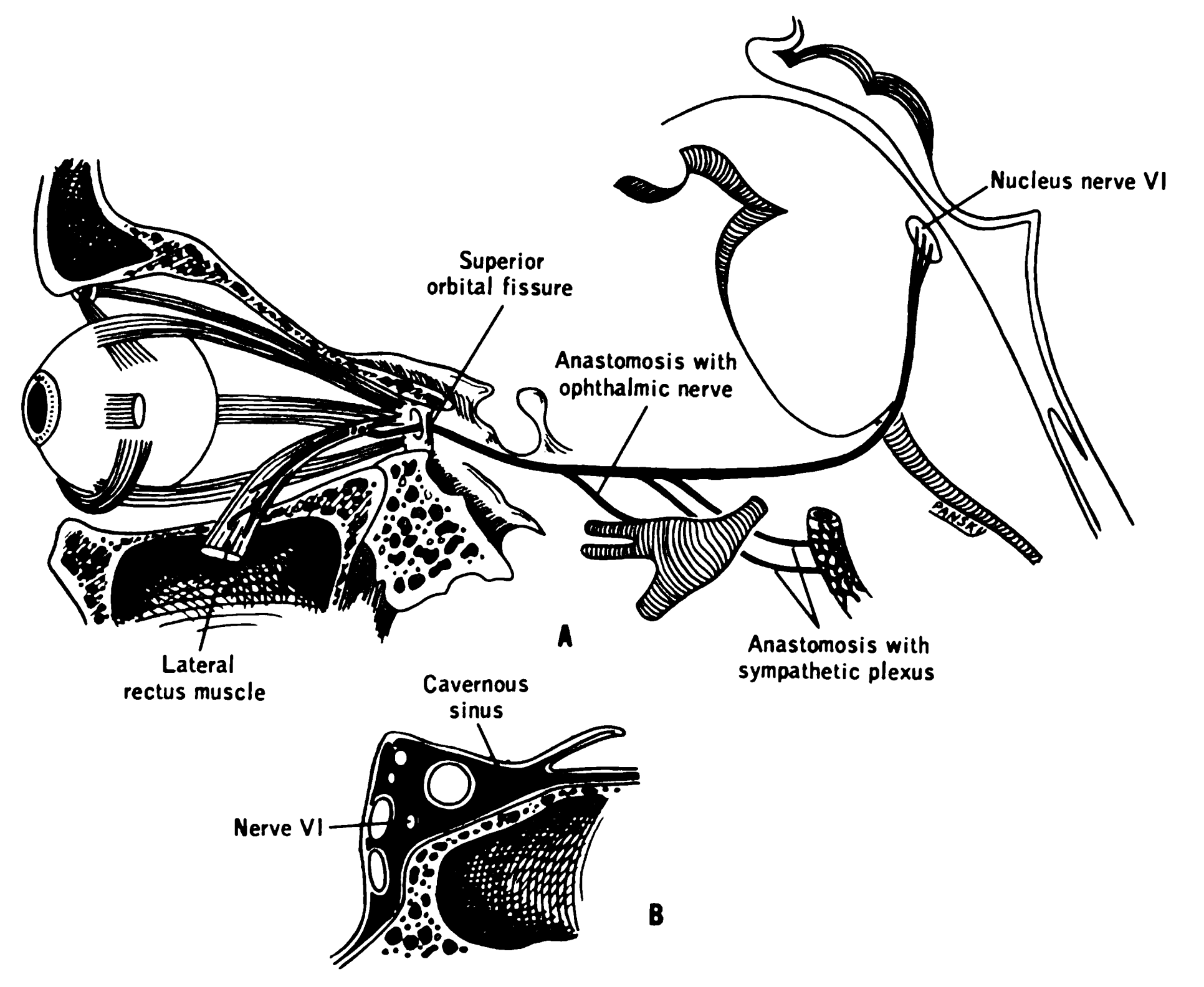
Відвідний нерв
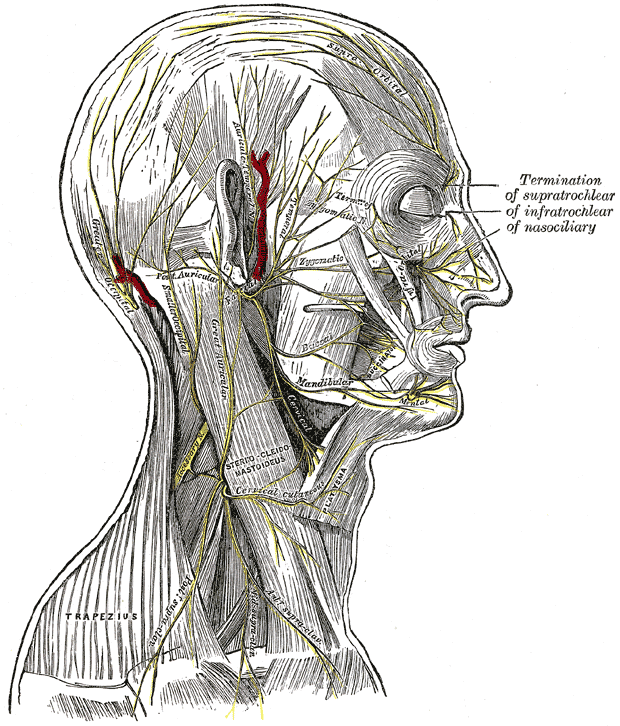
Лицевий нерв
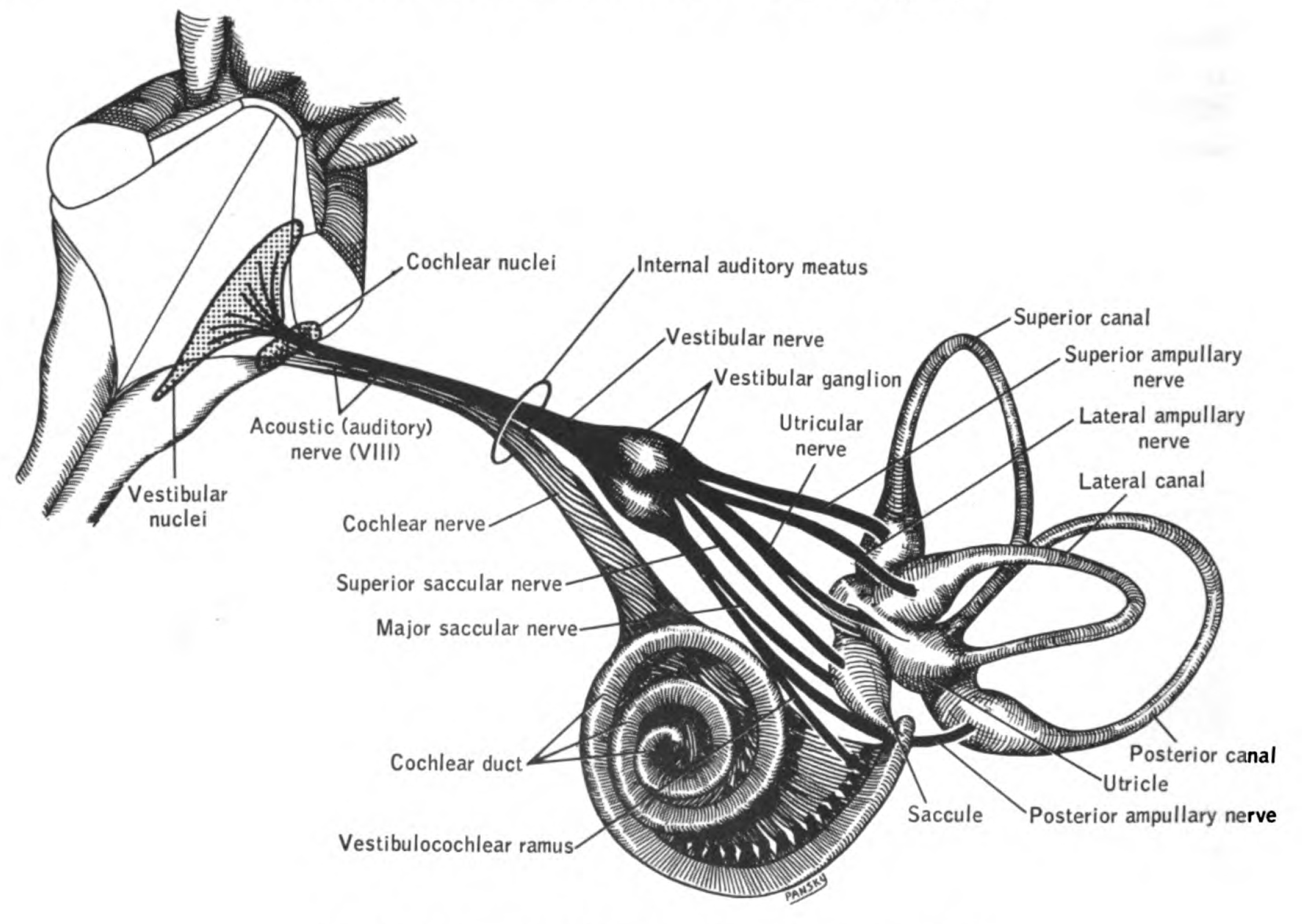
Присінково-завитковий нерв
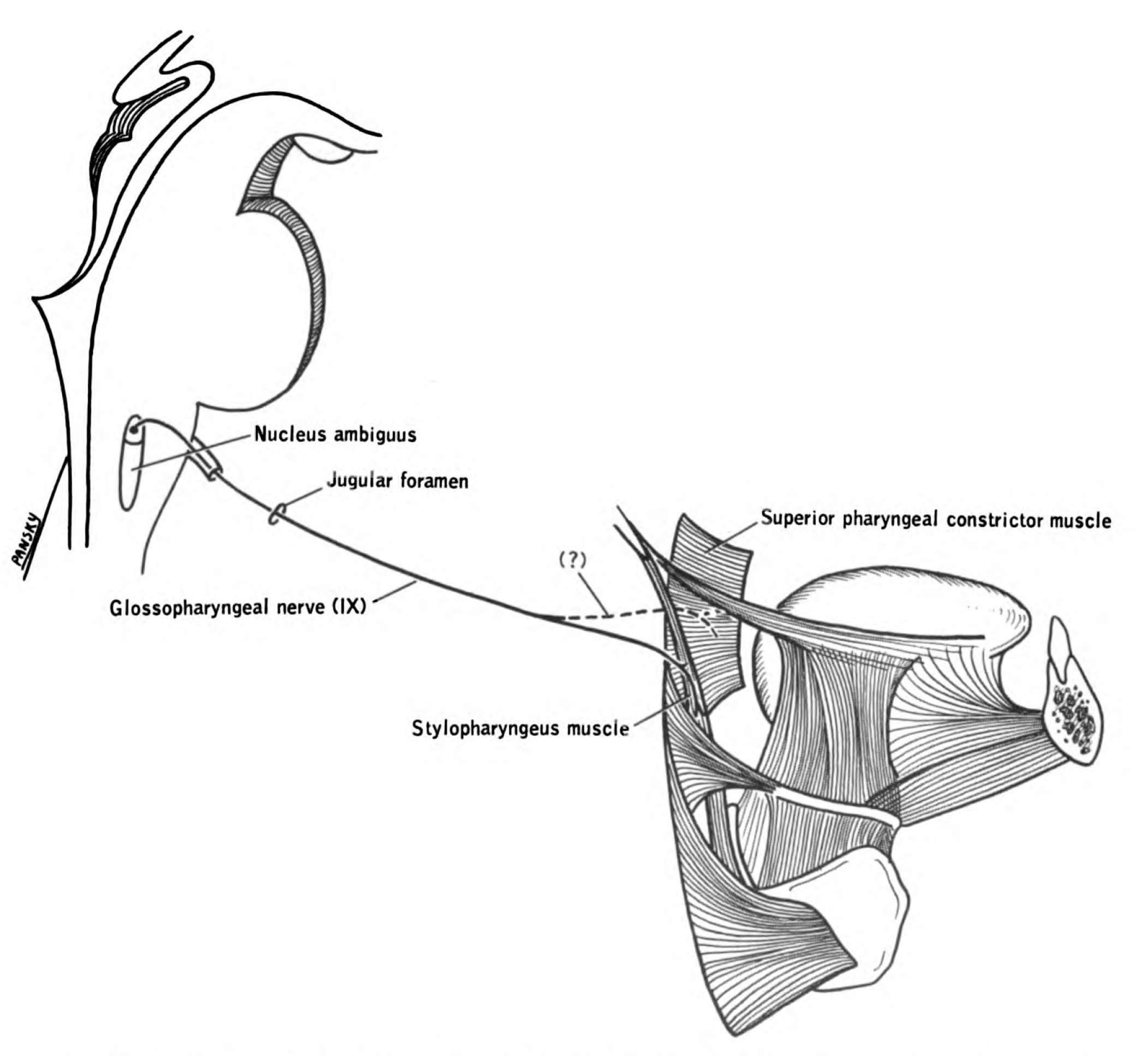
Язико-глотковий нерв
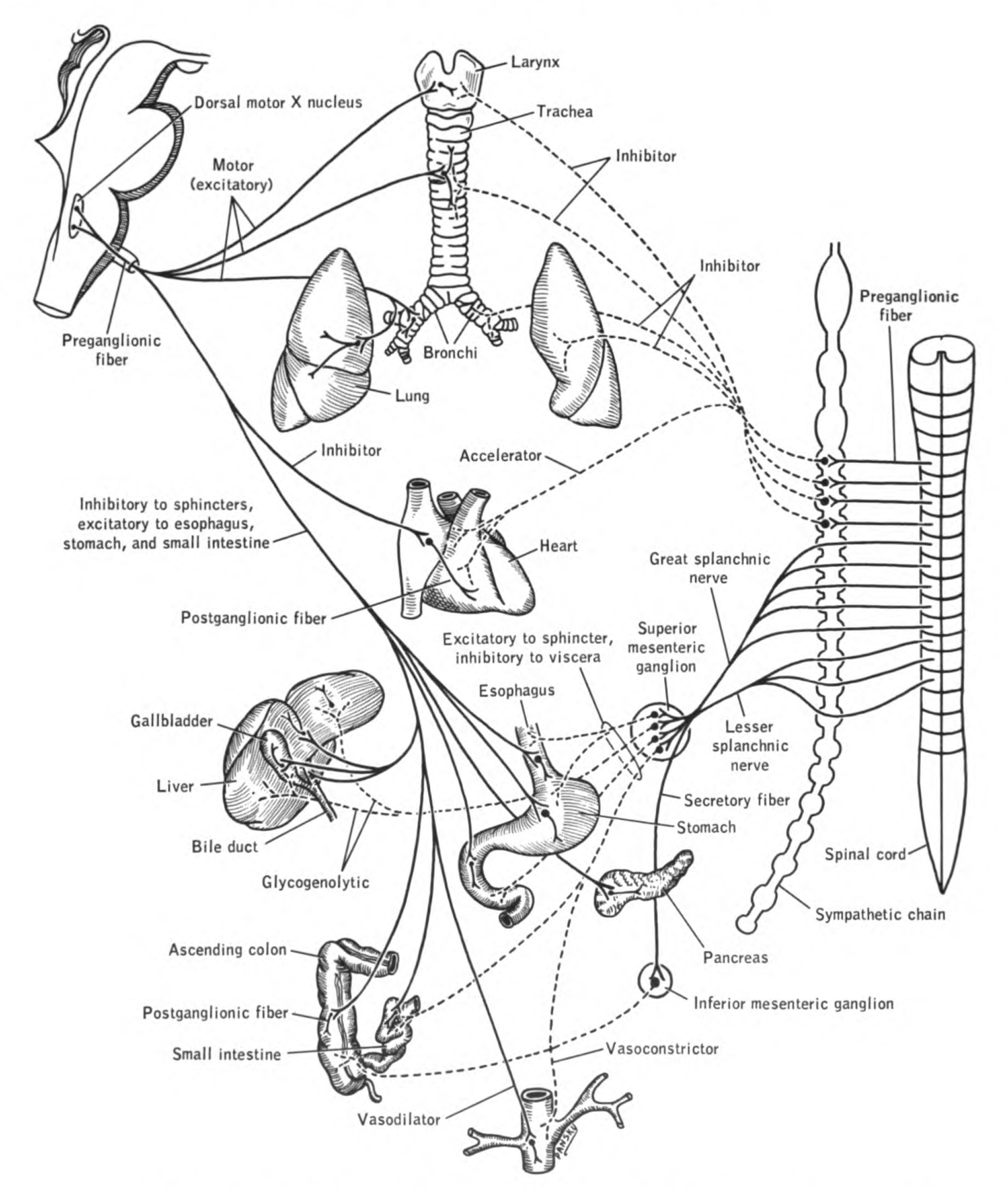
Блукаючий нерв
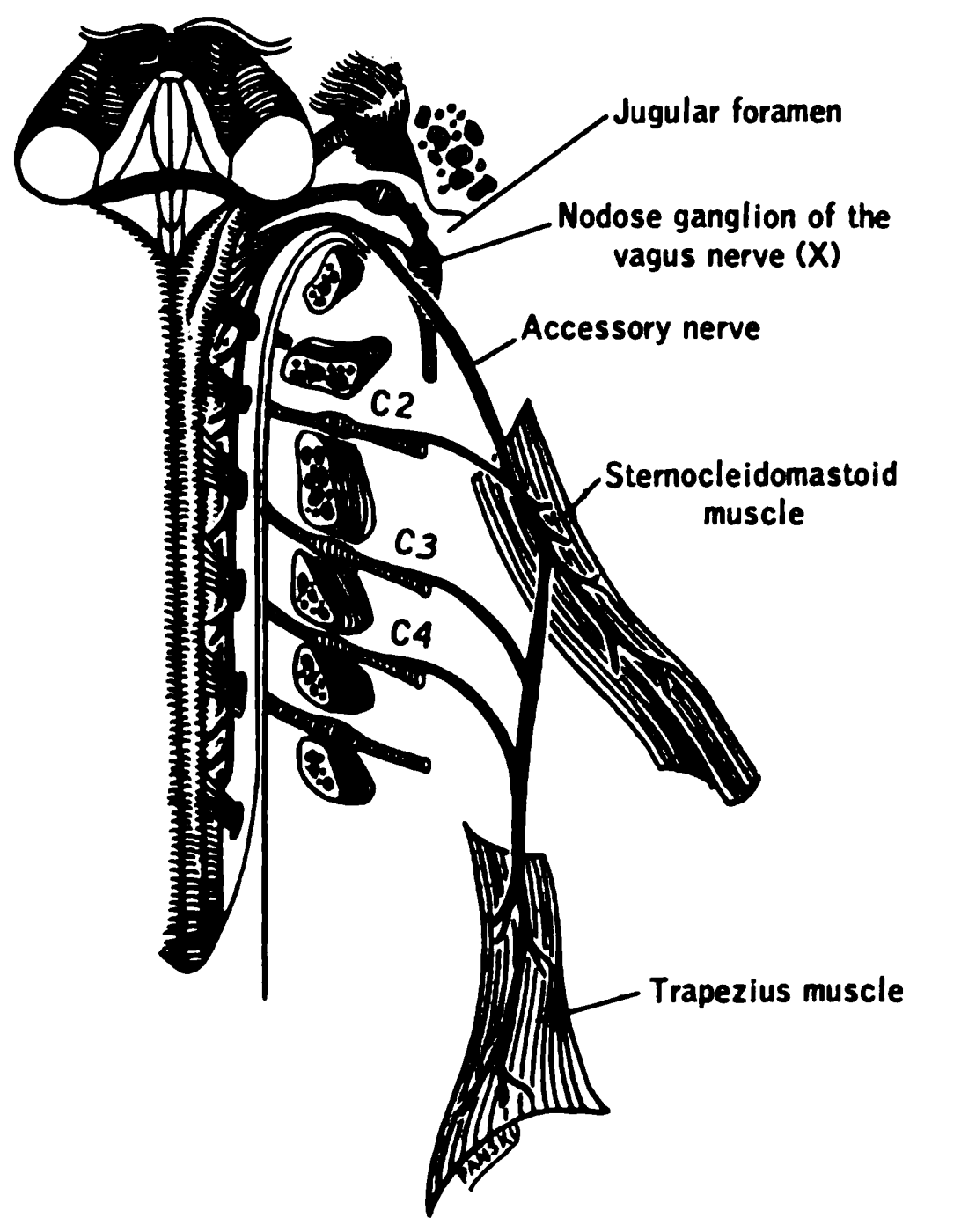
Додатковий нерв
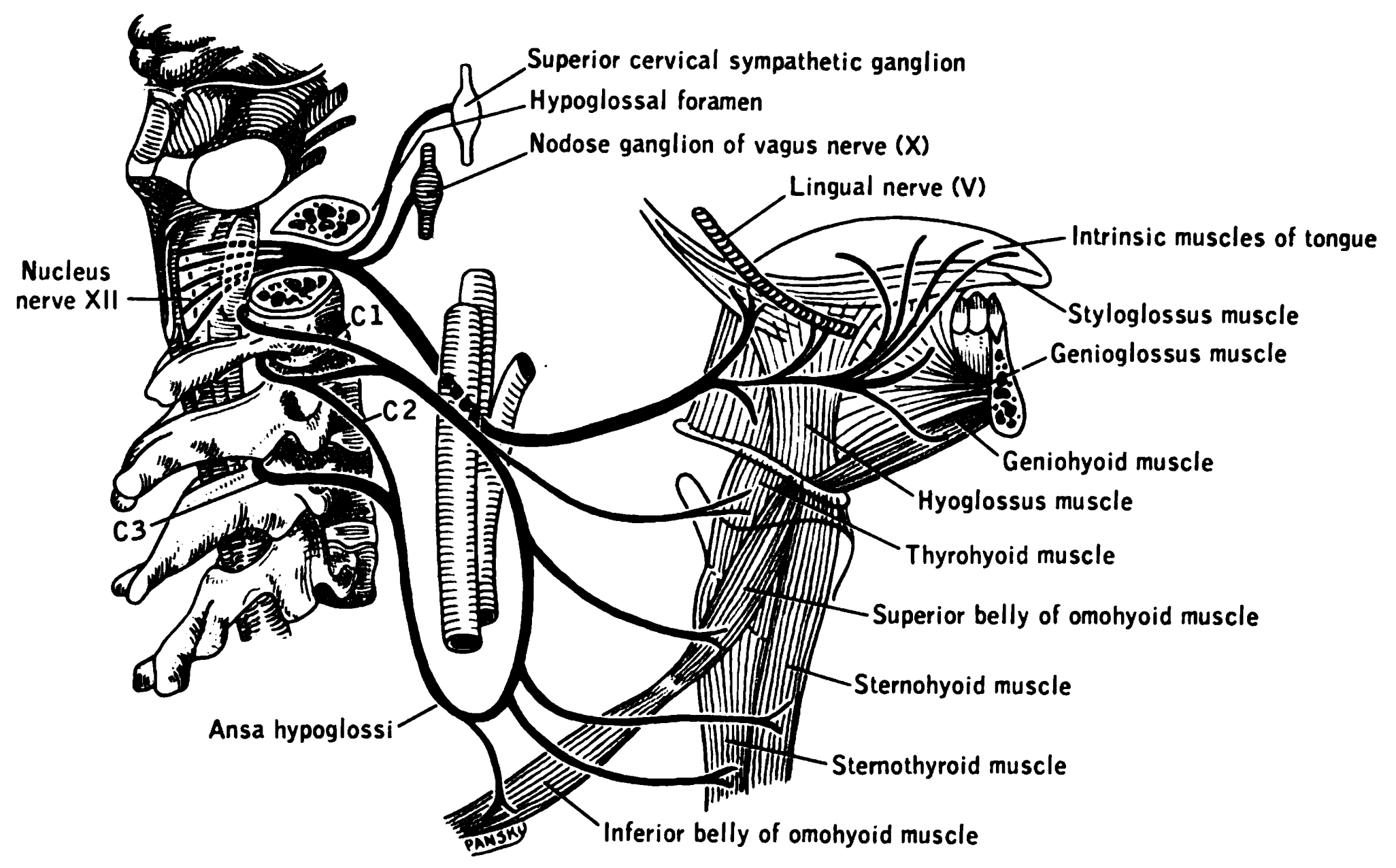
Під'язиковий нерв

### Шляхи

Кірково-ядерний (кірково-цибулинний) шлях на прикладі лицевого нерва

Загальна схема будови шляхів для черепних нервів є такою:
- для чутливих нервів (або змішаних, які містять чутливі волокна):
  - Перший нейрон міститься в чутливому вузлі (виняток лише для пропріоцептивних волокон трійчастого нерва, які прямують одразу в ЦНС);
  - Другий нейрон розташований в стовбурі мозку;
  - Третій нейрон міститься в передньому ядрі передньобкової групи таламуса.

Нейрони в таламусі переважно надсилають свої аксони до зацентральної звивини кінцевого мозку
- для соматомоторної складової (назва шляху — кірково-ядерний (лат. tractus corticonuclearis))[34]:
  - перший нейрон розміщений в моторних ділянках кори кінцевого мозку;
  - другий нейрон — це нейрон одного з моторних ядер.

- для вісцеромоторної складової характерний такий шлях[35][36]:
  - перший нейрон — це нейрон гіпоталамуса чи іншого вищого вегетативного центра;
  - перший нейрон — нейрон вегетативного ядра стовбура мозку;
  - другий нейрон — нейрон вегетативного вузла.

### Ядра

#### Загальні відомості
Ядро є сукупністю нейронів, які компактно розташовані серед білої речовини у ЦНС. Кожен такий утвір виконує певні функції, тобто є рухові ядра (складаються з рухових нейронів, що іннервують м'язи) та чутливі ядра (переважно другі нейрони чутливого нервового шляху). Вегетативні ядра (у контексті черепних нервів — парасимпатичні ядра) часто наводяться окремо, проте вони також бувають руховими (вісцеромоторними), які спричиняють скорочення гладкої мускулатури чи виділення секрету залозами, або чутливими (вісцеросенсорними), які забезпечують чутливість внутрішніх органів. За винятком зорового, нюхового та термінального нервів, одне або більше ядер є у кожного нерва. Усі ядра також є парними утворами (окрім дискутабельного ядра Перлія, яке пов'язане з III парою черепних нервів).
| |  |
| Рухові (червоним) та чутливі (синім) ядра черепних нервів, римська цифра відповідає нерву. Зверніть увагу: а) волокна від ядра IV нерва перехрещуються усередині стовбура та виходять ззаду (єдиний такий нерв), прямуючи до верхнього косого м'яза на протилежній від ядра стороні; б) спинномозкове ядро трійчастого нерва частково розташоване в спинному мозку; в) рухові волокна VII нерва всередині стовбура мозку «оббігають» ядро VI нерва; г) чутливе ядро одинокого шляху спільне для VII, IX та X нервів; ґ) рухове подвійне ядро спільне для IX та X нервів; д) XI нерв формується двома популяціями клітин: одна розташована в стовбурі, інша — у спинному мозку. |  |

| Нерв | Чутливе ядро | Моторне ядро                                                                                     | Вегетативне ядро                                        |
| ---- | --- | ------------------------------------------------------------------------------------------------ | ------------------------------------------------------- |
| III  | - | Ядро окорухового нерва                                                                           | - Ядро Едінгера-Вестфаля (ядро Якубовича) - Ядро Перлія |
| IV   | - | Ядро блокового нерва                                                                             | -                                                       |
| V    | - Головне ядро трійчастого нерва - Спинномозкове ядро трійчастого нерва - Середньомозкове ядро трійчастого нерва | Рухове ядро трійчастого нерва                                                                    | -                                                       |
| VI   | - | Ядро відвідного нерва                                                                            | -                                                       |
| VII  | Ядро одинокого шляху                                                                                             | Ядро лицевого нерва                                                                              | Верхнє слиновидільне ядро                               |
| VIII | - Завиткове ядро - Вестибулярні ядра                                                                             | -                                                                                                | -                                                       |
| IX   | Ядро одинокого шляху                                                                                             | Подвійне ядро                                                                                    | Нижнє слиновидільне ядро                                |
| X    | Ядро одинокого шляху                                                                                             | Подвійне ядро                                                                                    | Заднє ядро блукаючого нерва                             |
| XI   | - | - Подвійне ядро (черепна частина) - Спинномозкове ядро додаткового нерва (спинномозкова частина) | -                                                       |
| XII  | - | Ядро під'язикового нерва                                                                         | -                                                       |

У таблиці, яка наведена вище, перелічені ядра черепних нервів людини. Не у всіх тварин така їх кількість чи анатомія буде ідентичною. Так, до черепних нервів належать і нерви бічної лінії. Ці нерви мають свої специфічні ядра і вони відсутні у людини. Кажани підродини Desmodontanae, змії родини Boidae та змії підродини Crotalinae здатні вловлювати інфрачервоне випромінювання, що необхідно їм у процесі полювання. Інформація по трійчастому нерві прямує до специфічного ядра (лат. nucleus trigeminalis lateralis), якого не мають жодні інші тварини.
Ще одна модифікація наявна у коропових та сомових, які володіють дуже розвинутою смаковою системою: не тільки ротова порожнина, а й все їх тіло вкрите смаковими рецепторами. Крім того, ці риби фільтрують воду в пошуках поживи, тому добрий смак їм вкрай потрібен. Наслідком такого розвитку є розростання гомологічних смаковому ядру утворів у стовбурі мозку, які називають частками: частка, пов'язана з блукаючим та язико-глотковим нервами, називається язико-глотково-блукаючою, а та, яка пов'язана з лицевим нервом — лицевою.

#### Організація ядер в стовбурі мозку
По волокнах черепних нервів можуть прямувати імпульси як в напрямку до ЦНС (аферентні, або чутливі волокна), так і в напрямку від ЦНС на периферію (еферентні, або рухові волокна). Відповідно, іннервація нервом може бути або чутливою, або моторною, або змішаною, якщо нерв складається з волокон обох типів. Не для всіх волокон кожного нерва існують окремі ядра. Наприклад, VII, IX та X пари черепних нервів несуть чутливі смакові волокна, але закінчуються вони в одному місці — в ядрі одинокого шляху. Те ж саме з трійчастими ядрами, до яких прямує уся поверхнева та глибока чутлива інформація та подвійним ядром, яке є спільним для трьох нервів. 
Топічно моторні ядра розташовані поздовжньо одне над одним, у напрямку від верхівки голови, і дещо прямолінійно, ніби утворюючи «стовпи». Теж саме стосується чутливих ядер. Ці «стовпи» подібні за організацією до рогів спинного мозку і вказують на ембріональний розвиток компонентів нервів (чутливі «стовпи» розташовані дорсально і виникають з крилової пластинки нервової трубки, а моторні — розташовані вентрально і розвиваються з однойменної пластинки. Однак слід пам'ятати, що така організація більше теоретична, адже низка ядер розташовані в неочікуваних з точки зору ембріології місцях, що пов'язано з міграцією деяких груп нейронів з їхньої оригінальної області виникнення та утворення.
Отже, залежно від іннервації є сім «стовпів» ядер, які відповідають сімом основним видам (модальностям) іннервації: чотирьом чутливим (аферентним) та трьом руховим (еферентним).
- Чутлива іннервація може бути[48][49] :
  - загальною соматичною (англ. general somatic afferent (GSA) )  — «стовп» утворений трійчастими ядрами та сприймає тактильну, больову та температурну інформацію від  шкірних покривів і слизових оболонок та пропріорецептивну інформацію від м'язів та зв'язок (волокна V, VII, IX та X пар нервів прямують до цих ядер);
  - загальною вісцеральною (англ. general visceral afferent (GVA) )  — «стовп» утворений ядром одинокого шляху, сприймає чутливу інформацію від органів шиї, грудної порожнини, живота, а також привушної залози (волокна IX та X пар нервів).
- Окрім цих двох основних видів інформації, які характерні і для спинномозкових нервів, для черепних нервів розрізняють ще два спеціальних чутливих типи іннервації , які, відповідно, мають свої анатомічні субстрати[48][49] :
  - спеціальна вісцеральна (англ. special visceral afferent (SVA) )  — частина ядра самотнього шляху, яка сприймає смак (так зване «смакове ядро»); волокна прямують від VII, IX та X пар нервів;
  - спеціальна соматична (англ. special somatic afferent (SSA) )  — «стовп» утворений вестибулярними та завитковими ядрами, пов'язаний з VIII парою (а у тварин з бічною лінією  — ще й з нервами, які її іннервують, та їхніми ядрами).

Є декілька нюансів, пов'язаних з класифікацією іннервації. По-перше, спеціальна та загальна інформація не різняться за способом утворення чи опрацювання. Це штучний поділ, який склався історично. По-друге, такі відчуття як зір та нюх теж належать до спеціальних чутливих (хоч у нервів, які забезпечують ці чуття, ядра відсутні).
- Моторна іннервація може бути[48][51]:
  - загальною вісцеромоторною (англ. general visceral efferent (GVE) )  — «стовп» утворений всіма парасимпатичними вісцеромоторними ядрами (III, VII, IX та X пара нервів) та іннервує органи голови, шиї, грудної клітки, черевної порожнини (виділення слини, сповільнення серцебиття, спазм бронхів тощо);
  - загальною соматомоторною (англ. general somatic efferent (GSE) )  — «стовп», який іннервує м'язи, що утворилися із сомітів; складається з ядер черепних нервів окорухової групи та ядра під'язикового нерва.
- Як і у випадку з аферентними стовпами є спеціальна еферентна іннервація та її «стовп»[48][51] : 
  - спеціальна вісцеромоторна (бранхіомоторна) (англ. special visceral efferent (SVE) )  — забезпечує іннервацію м'язів, що утворилися з глоткових дуг (жувальні, мімічні, м'язи горла); нерви, які несуть таку інформацію  — V, VII, IX та X.

Спеціальна моторна іннервація не відрізняється за своєю суттю від загальної, цей поділ також утворився штучно та історично.
У таблиці нижче наведені дані щодо наявності тих чи інших типів волокон у складі кожного черепного нерва (без врахування термінального нерва та додаткового нерва):
| Нерв | Чутлива іннервація | Чутлива іннервація | Чутлива іннервація | Чутлива іннервація | Моторна іннервація | Моторна іннервація | Моторна іннервація | Примітки |
| Нерв | GSA                | GVA                | SSA                | SVA                | GSE                | GVE                | SVE                | Примітки |
| ---- | ------------------ | ------------------ | ------------------ | ------------------ | ------------------ | ------------------ | ------------------ | -------- |
| I    |                    |                    |                    |                    |                    |                    |                    | [ 52 ]   |
| II   |                    |                    |                    |                    |                    |                    |                    | [ 10 ]   |
| III  |                    |                    |                    |                    |                    |                    |                    | [ 46 ]   |
| IV   |                    |                    |                    |                    |                    |                    |                    | [ 14 ]   |
| V    |                    |                    |                    |                    |                    |                    |                    | [ 53 ]   |
| VI   |                    |                    |                    |                    |                    |                    |                    | [ 20 ]   |
| VII  |                    |                    |                    |                    |                    |                    |                    | [ 22 ]   |
| VIII |                    |                    |                    |                    |                    |                    |                    | [ 24 ]   |
| IX   |                    |                    |                    |                    |                    |                    |                    | [ 26 ]   |
| X    |                    |                    |                    |                    |                    |                    |                    | [ 54 ]   |
| XII  |                    |                    |                    |                    |                    |                    |                    | [ 55 ]   |

#### Проблема додаткового нерва
У таблиці навмисно не наведені дані щодо додаткового нерва. Річ у тім, що серед науковців немає єдності щодо класифікації нерва та його анатомії. В одних підручниках іннервацію нерва відносять до SVE, у інших — до GSE. Черепна частина додаткового нерва, з'єднуючись з блукаючим нервом, іннервує м'язи м'якого піднебіння та гортані, які є похідними глоткових дуг, тобто такий тип іннервації належить до SVE, але деякі спеціалісти вважають, що черепна частина повинна опусуватися як складова блукаючого нерва. Інші фахівці або не поділяють такої думки, або вказують на тісний філогенетичний зв'язок додаткового та блукаючого нервів: по суті додатковий нерв, в еволюційному контексті, є похідним блукаючого нерва. Останній є нервом зябрових дуг, тобто його іннервацію можна описати як SVE, а оскільки додатковий нерв є його похідним, то він забезпечує аналогічний тип іннервації.
Прихильники GSE вказують на те, що м'язи, які іннервує додатковий нерв, не належать до похідних зябрових дуг, тому нерв не може бути вісцеромоторним, але існують і протилежні погляди.
З огляду сучасних даних, які ґрунтуються на використанні генетичного аналізу, правда належить як тим, так і іншим. Частини трапецієподібного та грудинно-ключично-сосцеподібного м'язів, які іннервуються додатковим нервом, розвиваються подібно до м'язів зябрових дуг, тобто необхідний контакт клітин нервового гребеня та парааксіальної мезодерми. Так розвиваються місця прикріплення цих м'язів до кісток. Більша частина м'язів розвивається із сомітів. Таким чином, зважаючи на подвійну природу м'язів, нерв може бути одночасно і SVE, і GSE. Беннінгер та Макніл запропонували ввести новий термін — перехідний нерв (лат. transitional somatic efferent) — який би мав стосуватися відвідного нерва та показував його проміжне становище між спинним та черепним нервами, а також показував наявність двох нервових структур (спинномозкової та черепної), які належать додатковому нерву.

### Вузли

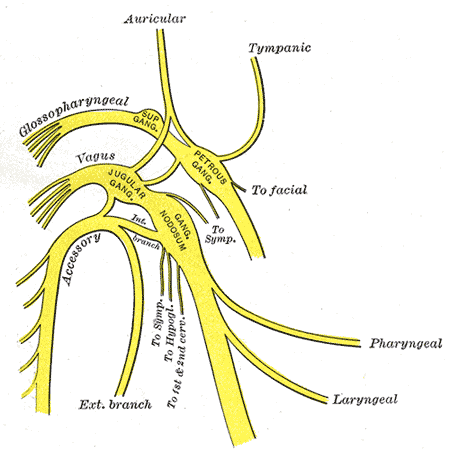
4 вузли на прикладі IX та X черепних нервів (на малюнку sup. gang (яремний) та petrosus (кам'янистий). gang. стосуються IX нерва, а jugular. gang. (яремний) і gang. nodosum (вузлуватий) — до X)

Вузол — це сукупність компактно розташованих нейронів, які винесені за межі ЦНС, по суті це ж те ядро, тільки на периферії.
Черепні нерви пов'язані з вузлами двох типів — чутливими та вегетативними. Перші наявні тільки тоді, коли до складу нерва входять волокна загальної чи спеціальної чутливості, другі — коли є парасимпатичні волокна:
- Чутливі вузли містять нейрони, чиї відростки власне і формують нерв на периферії.
  - Термінальний вузол  — належить однойменному нерву[5] .
  - Трійчастий вузол  — містить первинні чутливі нейрони, що формують трійчастий нерв[13] .
  - Завитковий вузол  — пов'язаний із завитковою (слух ) частиною завитково-присінкового нерва[23] .
  - Присінковий вузол  — пов'язаний із присінковою (рівновага) частиною завитково-присінкового нерва[23] .
  - Колінчастий вузол  — пов'язаний з лицевим (точніше проміжним) нервом[21] .
  - Верхній (яремний ) та нижній (кам'янистий ) вузли під'язикового нерва[25] .
  - Верхній (яремний ) та нижній (вузлуватий ) вузли блукаючого нерва[27] .
- Черепні нерви пов'язані з п'ятьма великими вегетативними вузлами голови. Нерви несуть передвузлові гілки, що передають інформацію нейронам у вузлі, від яких відходять завузлові волокна, що безпосередньо іннервують орган-ціль[59] .
  - Крило-піднебінний вузол  —  пов'язаний з лицевим нервом, чиї волокна формують парасимпатичний корінець цього вузла. Через нього транзитом проходять аксони верхньощелепного нерва (гілка трійчастого нерва), які формують чутливий корінець цього вузла[60] .
  - Вушний вузол  — пов'язаний з язико-глотковим нервом, який підходить до вузла у вигляді парасимпатичного корінця. Чутлива гілка формується чутливими волокнами нижньощелепного нерва (гілка трійчастого нерва), які минають його транзитом[17] .
  - Піднижньощелепний вузол  — парасимпатичний корінець утворений лицевим нервом, чутливий — трійчастим[61] .
  - Під'язиковий вузол  — парасимпатичний корінець формується лицевим нервом, а чутливий — трійчастим[61] .
  - Війковий вузол  — парасимпатичний корінець формується окоруховим нервом, а чутливий — носовійковим нервом, однією з дрібних гілочок трійчастого нерва[15] .

- Окоруховий, лицевий та язико-глотковий нерви окрім вище названих великих вегетативних вузлів пов'язані з великою кількістю маленьких нервових вузликів, які складаються з декількох десятків або декількох сотень нейронів[62] .

- Блукаючий нерв пов'язаний з великою кількістю парасимпатичних вузлів в черевній та грудній порожнинах, які розташовані всередині органів (так звані інтрамуральні вузли)[63] .

### Вихід з черепа

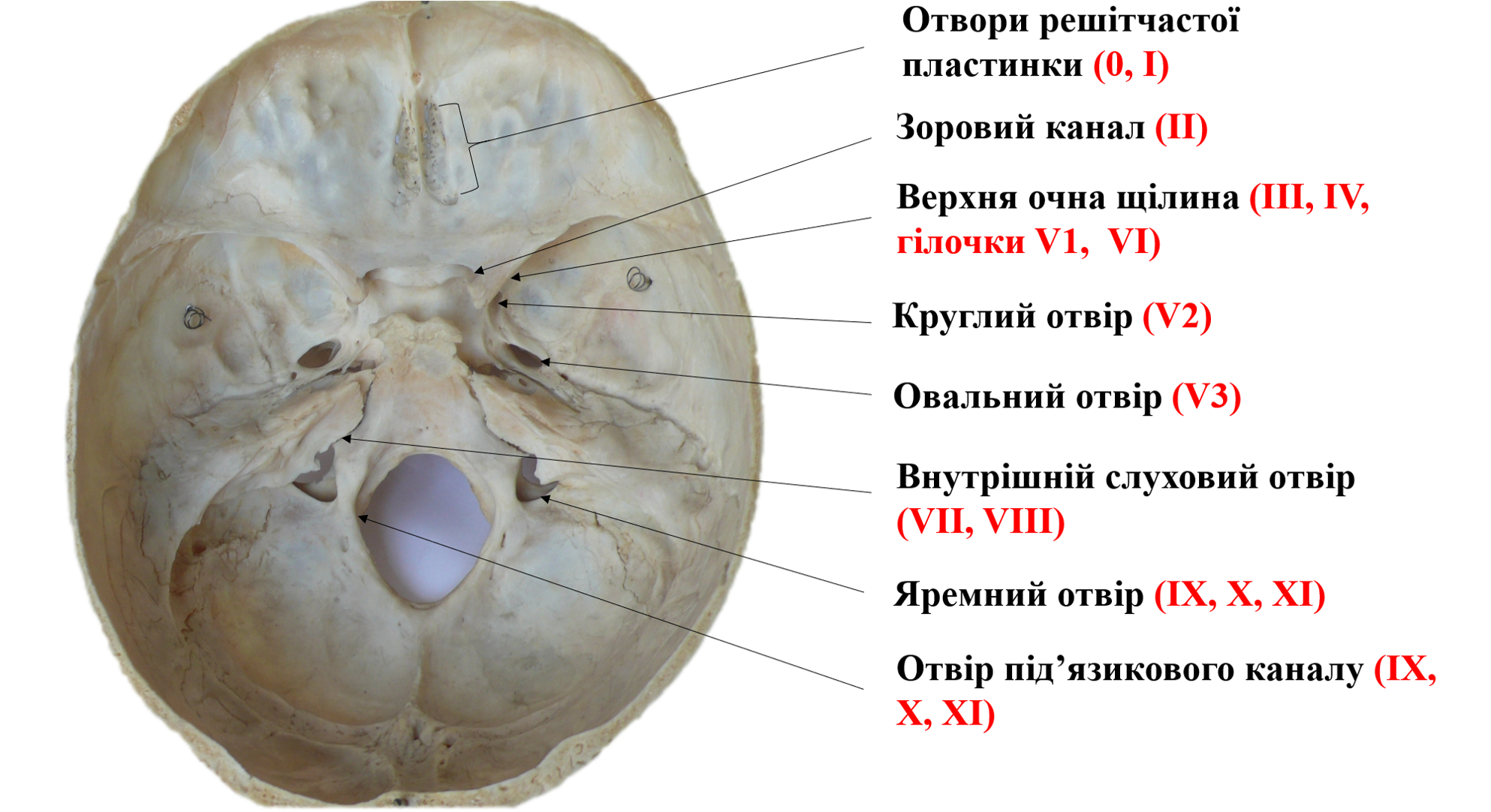
Отвори, через які виходять черепні нерви

Черепні нерви виходять з черепа (хоча про чутливі волокна правильніше казати «входять») через наступні отвори:
- термінальний (0) та нюховий (I) нерви виходять через отвори решітчастої пластинки (лат. foramina laminae cribrosae) решітчастої кістки;
- зоровий нерв (II) виходить зоровий канал (лат. canalis opticus) клиноподібної кістки;
- окоруховий (III), блоковий (IV), гілочки очного (V1) та відвідний (VI) нерви покидають порожнину черепа через верхню очноямкову щілину (лат. fissura orbitalis superior), утвореної між крилами клиноподібної кістки;
- верхньощелепний нерв (V2) прямує з черепа через круглий отвір (лат. foramen rotundum) клиноподібної кістки;
- нижньощелепний нерв (V3) виходить через овальний отвір (лат. foramen ovale) клиноподібної кістки;
- лицевий (VII) та присінково-завитковий нерви (VIII) покидають череп через внутрішній слуховий отвір (лат. meatus acusticus internus) скроневої кістки;
- язико-глотковий (IX), блукаючий (X) та низхідна частина додаткового (XI) нерва виходять з черепа через яремний отвір (лат. foramen jugulare), що формується скроневою та потиличною кістками;
- під'язиковий нерв (XII) виходить на зовні через канал під'язикового нерва (лат. canalis hypoglossus) у потиличній кістці;
- висхідна частина додаткового нерва (та, що починається в спинному мозку) входить в череп через великий отвір (лат. foramen magnum).

### Кровопостачання
Кровопостачання черепних нервів є мінливим, бо їхню васкуляризацію забезпечують дрібні судини, що відходять від гілок трьох основних артерій голови — внутрішньої сонної артерії, зовнішньої сонної артерії та основної артерії — при цьому у різних осіб до одного ж і того нерва можуть відходити гілочки від різних великих судин. Найчастіше нюховий нерв забезпечений кров'ю від нюхової артерії, яка відходить від A2-сегменту передньої мозкової артерії. Зоровий нерв майже на всій довжині від виходу з мозку кровопостачається очною артерією, і тільки кінцевий відділ кровопостачається задніми короткими війковими артеріями. Група окорухових нервів (III, IV та VI) в початкових відділах кровопостачаються з вертебро-базилярного басейну, та частина, яка прямує в печеристій пазусі — з басейну внутрішньої сонної артерії. Трійчастий нерв в початковому відділі може бути васкуляризований як завдяки трійчастій артерії чи іншій гілці від мозочкової або основної артерії, так і завдяки оболонково-під'язиковій артерії (басейн внутрішньої сонної артерії), так і гілочкою від висхідної глоткової артерії (зовнішня сонна артерія). Кінцеві гілки кровопостачаються з басейну обидвох сонних артерії. До лицевого нерва підходять гілки від передньої нижньої мозочкової чи лабіринтної артерій (басейн основної артерії) та від середньої оболонкової артерії (басейн зовнішньої сонної артерії). Кінцеві гілочки кровопостачаються від артерій, що розташовані поруч з ними. Присінково-завитковий нерв живиться від тих же артерій, що й лицевий. Бульбарна група (IX, X, XI та XII) живляться переважно від гілок основної артерії, хоча доволі часто і від зовнішньої сонної артерії.

### Подібність та відмінність зі спинномозковими нервами
Спинномозкові нерви — це нерви, які відходять безпосередньо від спинного мозку. Є ряд ознак, які є спільними і для них, і для черепних; є ряд ознак, які відмінні. Так, черепні нерви є більш спеціалізованими: якщо всі спинномозкові нерви несуть усі можливі «загальні» (GSA, GSE, GVA, GVE) види інформації у свій сегмент іннервації, то не всі черепні нерви мають усі можливі види волокон. «Спеціальні» види інформації забезпечуються тільки черепними нервами, спинномозкові нерви таких волокон не мають. Задня гілка спинно-мозкового нерва пов'язана з чутливим вузлом; теж саме є у чутливих (загальна чутливість) нервів. Подібно розташовані ядра як черепних, так і спинномозкових нервів: чутливі ядра розташовані вентрально (спереду), моторні — дорсально (ззаду). Спинномозкові нерви іннервують тіло за сегментарним типом; сегментарність голови поки що лежить в площині дискусії.

## Розвиток

Черепні нерви шеститижневого людського ембріона

Анатомічна будова нервів, їхнє розміщення у ЦНС у вигляді вище згаданих функціональних «стовпів» та у ПНС визначається онтогенезом. Водночас закономірності, які визначають розвиток інших анатомічних складових нервової системи та їхнє розміщення, впливають і на черепні нерви.

### Розвиток центральних складових

#### Вентрально-дорсальна вісь: крилова та вентральна пластинки
Так, вже було згадано про закономірність розміщення чутливих та рухових ядер уздовж вентрально-дорсальної осі. Під час розвитку нервової трубки (похідне ектодерми, з якої утворюється надалі вся ЦНС) її бічна пластинка поділяється на вентральну (базальну), з якої виникатимуть рухові компоненти, та дорсальну (алярну, крилову), з якої виникатимуть чутливі компоненти. Таким чином, моторні (сомато- та вісцеро-) ядра виникають у вентральній пластинці, а чутливі — у дорсальній пластинці. На рівні ромбоподібного мозку крилову та передню пластинки можна розділити на ще дві поздовжні ділянки: крилову пластинку — на дорсально та проміжнодорсальну ділянки, а вентральну пластинку — на проміжновентральну та вентральну ділянки. Кожна з цих ділянок дає початок специфічним ядрам, звідси і поділ на типи інформації:
- у вентральній ділянці утворюються усі моторні ядра, як вісцеромоторні, так і соматомоторні, проте згодом вісцеромоторні ядра мігрують у проміжновентральну ділянку;
- у проміжнодорсальній ділянці утворюються вісцеросенсорні ядра;
- у дорсальній ділянці утворюються соматосенсорні ядра.

| На малюнку 1 схематично зображено нервову трубку та розташування рухових нейронів у вентральній пластинці та чутливих — у дорсальній. З нервової трубки формується вся ЦНС, а вже згаданий принцип формування і розташування ядер повністю зберігається у спинному мозку сформованої ЦНС. У стовбурі мозку, що розвивається, поділ на пластинки і принципи розташування загалом ті самі (малюнок 2), але не завжди і не всюди, що пов'язане з міграцією деяких нейронів з первинних місць утворення та особливостями формування інших анатомічних утворів (зокрема, якщо у майбутньому спинному мозку порожнина розташована у центрі, то у майбутньому довгастому мозку та мості вона зміщена більше дозаду). Наприклад, на малюнку 3 рухове ядро відвідного нерва (на малюнку №4) розташоване дорсальніше щодо чутливого спинномозкового ядра трійчастого нерва (№11). |

#### Передньо-задня вісь: невромери
З ростральної частини нервової трубки формується головний мозок, попередньо проходячи стадію трьох первинних та п'яти вторинних міхурців. Кожен первинний міхурець складається з певної кількості невромерів. Середній мозок складається з двох мезомерів, ромбоподібний — з дванадцяти ромбомерів, до яких часто відносять невромер перешийка. Кожен невромер експресує унікальні для нього гомеозисні гени, і, таким чином, є місцем розвитку специфічних структур (у контексті черепних нервів — певних ядер чи частин ядер). Важливим є те, що кожен невромер містить як алярну та і вентральну пластинки, і, таким чином, у ньому розвиваються і чутливі, і рухові ядра.
Розвиток специфічних структур найкраще простежується на рухових ядрах. Так, з мезомера 1 розвиваються рухові ядра окорухового нерва (ядро окорухового нерва та ядро Едінгера — Вестфаля), з невромера перешийка (ромбомер 0) — ядро блокового нерва, з ромбомера 2 та 3 — рухове ядро трійчастого нерва, з ромбомерів 4 та 5 — відповідно рухове ядро лицевого нерва та верхнє слиновидільне ядро, з ромбомера 6 — ядро відвідного нерва, з ромбомерів 7-9 — подвійне ядро, а з 9-11 ромбомерів — ядро під'язикового нерва.
З алярної пластинки ромбомера 3 утворюється головне ядро трійчастого нерва, спинномозкове ядро трійчастого нерва простягається від ромбомера 4 до ромбомера 11 та продовжується далі на спинний мозок.

### Розвиток периферичних складових

#### Похідні нервового гребеня та нервових плакод
Чутливі та вегетативні вузли черепних нервів формуються з нервового гребеня та нервових плакод: чутливі вузли формуються як з клітин нервового гребеня, так і з клітин плакод, вегетативні вузли формуються тільки з нервового гребеня. З черепними нервами пов'язані нюхова плакода, вентролатеральна, або надзяброва, група плакод, до якої належать чутливі плакоди, що утворюватимуть чутливі вузли нервів глоткових дуг (всіх, окрім трійчастого нерва), та дорсолатеральна група плакод, до якої належать вушна плакода, плакоди бічної лінії в анамній, верхньощелепно-нижньощелепна та очна трійчасті плакоди. В анамній очна трійчаста плакода називається глибокою і вона не з'єднюється з верхньощелепно-нижньощелепною трійчастою плакодою, таким чином вона дає початок окремому вузлу і, відповідно нерву, який виконує функцію подібну до очної гілки трійчастого нерва амніотів. В амніотів та деяких видів риб очна та верхньощелепно-нижньощелепна трійчасті плакоди більшою чи меншою мірою з'єднані та дають початок трійчастому вузлу.
Нюхова плакода дає початок нюховому епітелію, а отже й нюховому нерву. Проте це не єдиний нерв, який розвивається з неї. Ще одним таким нервом є лемешево-носовий нерв, або нерв Якобсона, який у людини наявний лише до народження, проте який відіграє важливу роль у формуванні аденогіпофіза статевої системи. Ще один нерв, який пов'язаний з нюховим мозком — це термінальний нерв. Довгий час велася дискусія про ембріональний початок нерва: вважалося, що він походить з тої частини носової плакоди, з якої походить і лемешево-носовий нерв, однак сучасна точка зору полягає у тому, що термінальний нерв є похідним нервового гребеня.
Зоровий нерв, який разом з нюховим належать до несправжніх, є істинним продовженням переднього мозку (лат. prosencephalon) на периферію.

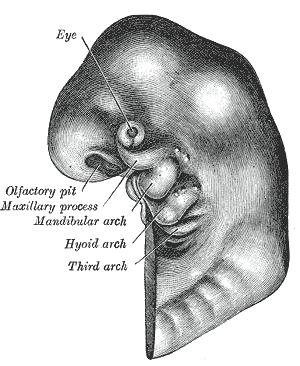
Зяброві дуги

#### Соміти, сомітомери та зяброві дуги
Рухові гілочки пов'язані з сомітами, сомітомерами та глотковими дугами. Соміти та сомітомери — це похідні мезодерми. Мезодерма складається з трьох частин: парааксіальної мезодерми, або епімеру, мезомеру та гіпомеру. Епімер є єдиною частиною мезодерми, яка пов'язана з черепними нервами: у каудальній частині голови вона простягається у вигляді чітко окреслених потовщень — сомітів, а у ростральній частині голови ці потовщення не такі виражені, тому вони низиваються сомітомерами. Соміти та сомітомери дають початок усім посмугованим м'язам голови, як м'язам, пов'язаним з зябровими дугами, так і окоруховим м'язам, так і м'язам язика
Проте, окрім власне розвитку, для м'яза є важливим правильне розміщення щодо інших анатомічних утворів та утворення функціональних зв'язків з цими утворами, насамперед з нервом. Місцями, де формуватимуться такі зв'язки для ряду м'язів, є зяброві дуги, де дуже важливим є вплив нервового гребеня на клітини мезодерми. Зяброва (глоткова) дуга — це ембріональне утворення, яке складається з мезенхіми, ззовні покритої ектодермою, а з середини — ентодермою. Мезенхіма глоткових дуг походить з нервового гребеня та епімеру. Глоткових дуг є п'ять; нерв, який пов'язаний з нею, іннервує її похідні:
| Глоткова дуга         | Нерв                 | М'язи |
| --------------------- | -------------------- | --- |
| Перша (нижньощелепна) | Трійчастий           | Жувальні м'язи, переднє черевце двочеревцевого м'яза, м'яз-натягувач барабанної перетинки, м'яз-натягувач піднебінної завіски |
| Друга (під'язикова)   | Лицевий нерв         | Мімічні м'язи |
| Третя                 | Язико-глотковий нерв | Шило-глотковий м'яз |
| Четверта та шоста     | Блукаючий нерв       | Звужувачі глотки, м'яз-підіймач піднебінної завіски, персне-щитоподібний м'яз                                                 |

## Порівняльна анатомія

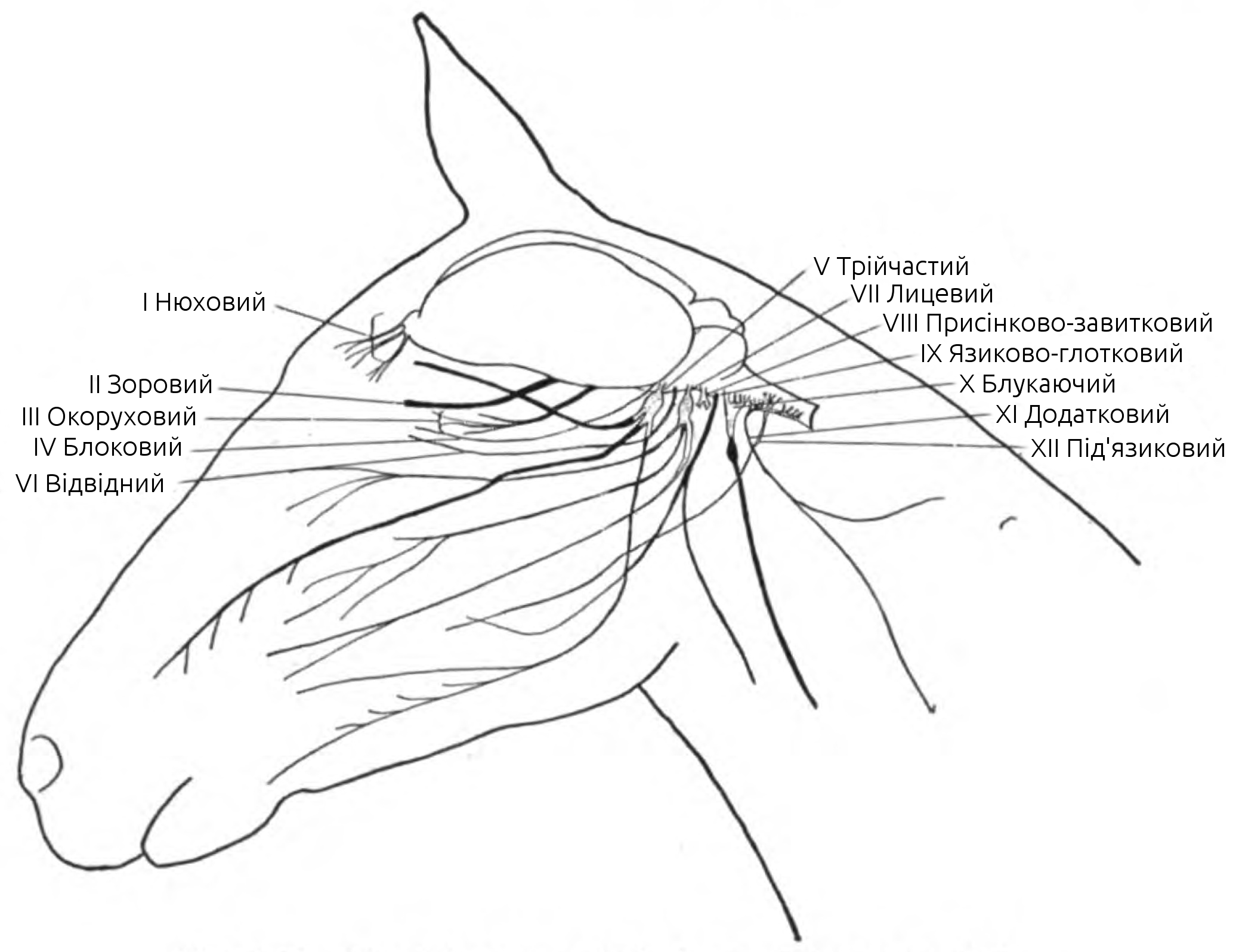
Черепні нерви коня

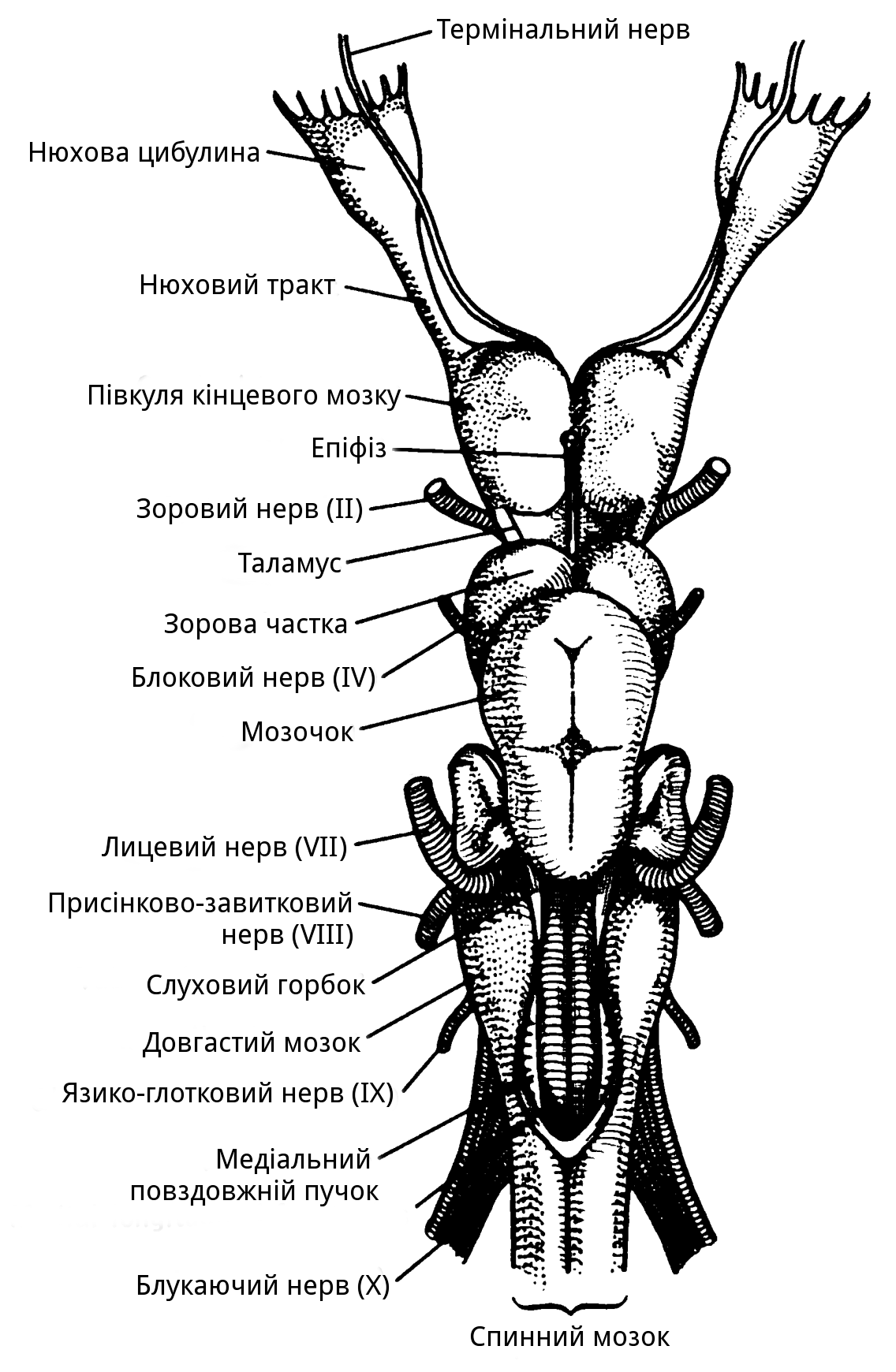
Черепні нерви катрана звичайного

Дванадцять пар черепних нервів є поняттям класичним, і таким, що насамперед стосується людини та медицини. У людини та у більшості хребетних наявний ще один нерв — термінальний. Під час ембріонального розвитку у людини наявний лемешево-носовий нерв, який згодом редукується; у деяких тварин цей нерв розвинутий та його легко ідентифікувати у дорослих особин. Описаний ще один світлочутливий нерв, який в англомовній літературі отримав назву epiphyseal nerve. У водних анамній наявні нерви бічної лінії, кількість яких може сягати шести.

### Спільні нерви

#### Дванадцять класичних нервів
Серед «канонічних» дванадцяти пар черепних нервів у анамній знаходять десять відповідних (XI пара є складовою X пари, XII пари нема, є тільки її гомологи). Решту десять пар мають лише деякі незначні модифікації. Так, у саламандр наявних окремий глибокий очноямковий нерв (у більшості тварин він разом зі своїм вузлом об'єднався з першою гілкою трійчастого нерва). У акул наявна четверта гілка трійчастого нерва — поверхневий очноямковий нерв.
Невеликі модифікації пов'язані з окоруховими м'язами, кількість яких різниться у різних видів та класів. В більшості випадків III пара іннервує медіальний, нижній та верхній прямі м'язи та верхній нижній косий м'яз. IV пара іннервує верхній косий м'яз. VI пара іннервує зовнішній прямий м'яз. У міксин відсутні м'язи ока, а у мурен відсутній медіальний прямий м'яз — це відбивається на кількості та функції нервів.
Окрім очей ці нерви відповідають за рухи повік. Зазвичай рухати можливо тільки верхню повіку, але деякі тварини можуть рухати обидвома повіками: верхня іннервується III парою черепних нервів, а нижня — V парою. В амфібій, птахів, плазунів та деяких ссавців (зайцеві) наявна «третя» повіка. В ящірок та птахів вона іннервується VI парою (основний нерв, іннервує м'яз-втягувач очного яблука) та III парою (допоміжний нерв, іннервує квадратний м'яз). У крокодилів та черепах III нерв теж допоміжний, але він іннервує інший м'яз — пірамідний.

#### Термінальний нерв
Термінальний нерв (лат. nervus terminalis) є найбільш ростаральним нервом, який наявний у всіх хребетних, хоча довгий час вважалося, що він відсутній у птахів та у безщелепних. Дендрити аксона галузяться в нюховій ділянці разом з дендритами нюхового та лемешево-носового нерва. У дорослої людини він слабо розвинутий, проте його можливо ідентифікувати. Основна кількість нейронів розміщена в термінальному вузлі (кількість вузлів серед хребетних різниться), хоча нейрони можуть траплятися вздовж усьога нерва. Аксони прямують до кінцевого мозку.
Особливістю нерва є те, що його нейрони містять гонадоліберин (єдине виключення — термінальний нерв міногових). Під час ембріонального розвитку термінальний та лемешево-носовий нерви грають роль своєрідних «містків», по яким нейрони, які здатні синтезувати гонадоліберин, мігрують у гіпоталамус (лат. hypothalamus). Таким чином, термінальний нерв відіграє важливу роль у формуванні гіпоталамуса, статевої системи, здатності до репродукції та формуванні сексуальної поведінки. Вважається, що термінальний нерв пов'язаний зі сприйняттям феромонів, проте беззаперечних доказів цьому не існує.
У зубатих китів нюховий та лемешево-носовий нерв відсутні, наявний лише добре розвинутий термінальний.

### Інший світлосприймальний нерв
Окрім оптичного нерва у багатьох хребетних є ще один світлосприймальний нерв. В англомовній літературі він називається epiphyseal nerve. Нейрони, відростки яких формують цей нерв розміщені в епіфізі, інформація по нерву прямує до епіталамуса (лат. epithalamus). Однак це світлосприйняття не використовується для візуального аналізу в ЦНС, а забезпечує регулювання циркадних ритмів.
Нерв складається з немієлінізованих волокон і онтогенетично дуже подібний до оптичного нерва, тобто теж є відростком переднього мозку на периферію. Саме тому багато авторів не вважають його нервом, а лише нервовим шляхом.
Цей нерв може бути розділений на два нерви: pineal nerve та власне epiphyseal nerve. Поділ залежить від будови епіфізу: у деяких тварин окрім власне шишкоподібної залози наявна ще одна додаткова частка, яка також містить нейрони, що формують нерв. У міног та латимерій цю частку називають парапінеальною залозою, або органом (лат. organum parapineale), у жаб — лобним, або фронтальний органом (лат. organum frontale), у ящірок та гатерій — парієтальним, або тім'яним органом (лат. organum parietale). Усі ці додаткові частки часто називають «третім оком», або ж замість слова «орган» зачасту використовують слово «око».

### Нерви бічної лінії
У анамній окрім загальних для всіх хребетних органів відчуттів є ще бічна лінія, яка забезпечує електрорецепцію та механорецепцію, що дозволяє краще орієнтуватися у водному середовищі. Нервовий апарат бічної лінії складається з нервів бічної лінії, чиї дендрити закінчуються в нейромастах, механічних рецепторах бічної лінії, та ампулярних чи горбкових рецепторах, електрорецепторах бічної лінії.
Зазвичай цих нервів є шість і вони поділяються на дві групи: передвушну, яка розміщена між трійчастим та лицевим нервами, та післявушну, яка розташована між язико-глотковим та блукаючим нервами. До першої групи належать передньозадній нерв бічної лінії, задньозадній нерв бічної лінії та вушний нерв бічної лінії. До другої групи належать середній нерв бічної лінії, надскроневий нерв бічної лінії та задній нерв бічної лінії. В амбістом відсутній вушний нерв.
Окрім сполучення з рецепторами нерви дають комунікативні гілки до інших нервів: очні та щічні гілки задньозаднього нерва до перших двох гілок трійчастого нерва, передньозадній нерв разом з лицевим формує під'язиково-нижньощелепний стовбур.

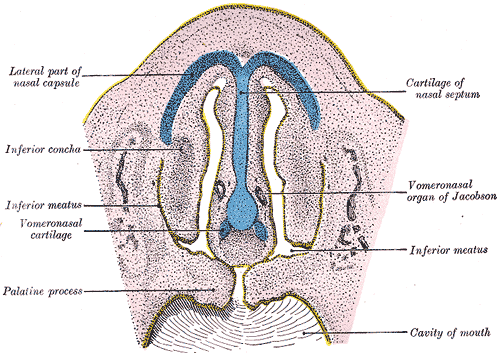
Якобсонів нерв людського ембріона

### Лемешево-носовий нерв
Лемешево-носовий нерв (лат. nervus vomeronasale), або нерв Якобсона — це нерв, який іннервує однойменний орган — орган Якобсона. Він наявний у амфібій, ящірок та змій, деяких ссавців (доброго розвитку, наприклад, досягає у мишоподібних). Відсутній у птахів, крокодилів, черепах. Щодо приматів, у тому числі і людини, то вважається, що у цього ряду він наявний тільки під час ембріонального розвитку, хоча наявні дані, які вказують на те, що нерв присутній у всіх ссавців і в дорослому віці. Нерв тісно пов'язаний з нюховим нервом як анатомічно, так і функціонально. Волокна його прямують до додаткової нюхової цибулини.
Досліди вказують на те, що лемешово-носовий нерв пов'язаний із сексуальною поведінкою у ссавців, а його ембріональний розвиток, подібно термінальному нерву, важливий для розвитку статевої системи. Досліди ж на зміях показали, що цей нерв є надзвичайно важливим при полюванні, оскільки вловлює молекули-одоранти потенційної здобичі.

## Класифікація
Отже, в залежності від ембріонального розвитку, анатомічної будови, функцій, топографії існує багато класифікацій черепних нервів.
Насамперед, розрізняють справжні черепні нерви та несправжні — I та II, які розвиваються як вирости головного мозку на периферію. Несправжніми їх називають через їхній тісний зв'язок з переднім мозком: нюховий нерв тісно пов'язаний з кінцевим мозком (лат. telencephalon), а зоровий нерв — з проміжним мозком (лат. diencephalon). Через цей зв'язок класично вони розглядаються як продовження переднього мозку на периферію, хоча ембріональне походження у них різне. Їхня гістологічна будова також відмінна від будови типового периферичного нерва. Так, зоровий нерв покритий мієліном не периферичного типу, а центрального, який утворюється олігодендроцитами, оточений трьома мозковими оболонами, як і головний мозок. Ці нерви є чутливими у функціональному плані.
Функціонально справжні нерви ділять на три великі групи:
- рухові (містять тільки соматоматорні та/або вісцеромоторні волокна) — III, IV, VI, XI та XII пари черепних нервів;
- чутливі (містять тільки соматосенсорні волокна) — VIII пара черепних нервів;
- змішані (місять волокна обох типів) — V, VII, IX та X пари черепних нервів.

Топічно нерви ділять на:
- нерви переднього мозку
  - I пара нервів пов'язана з кінцевим мозком;
  - II пара нервів — з проміжним мозком;
- нерви середнього мозку (лат. mesencephalon) — III та IV пари нервів;
- нерви ромбоподібного мозку;
  - нерви заднього мозку (лат. metencephalon), а саме моста (лат. pons) — V, VI, VII та VIII пари нервів;
  - нерви довгастого мозку (лат. myelencephalon) — IX, X, XI та XII пари нервів.

Клінічно нерви (справжні) поділяють на:
- окорухові нерви — III, IV та VI пари нервів;
- нерви мосто-мозочкового кута — V, VI, VII та VII пари нервів;
- каудальні нерви — IX, X, XI та XII пари нервів.

## Медичні питання

### Обстеження та симптоми

Таблиця Головіна-Сівцева для визначення гостроти зору

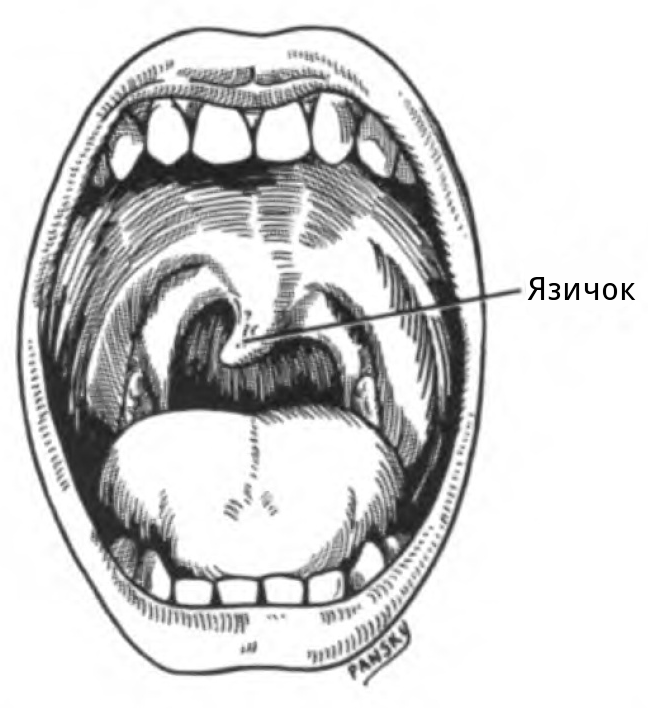
Відхилення язичка при ураженні блукаючого нерва

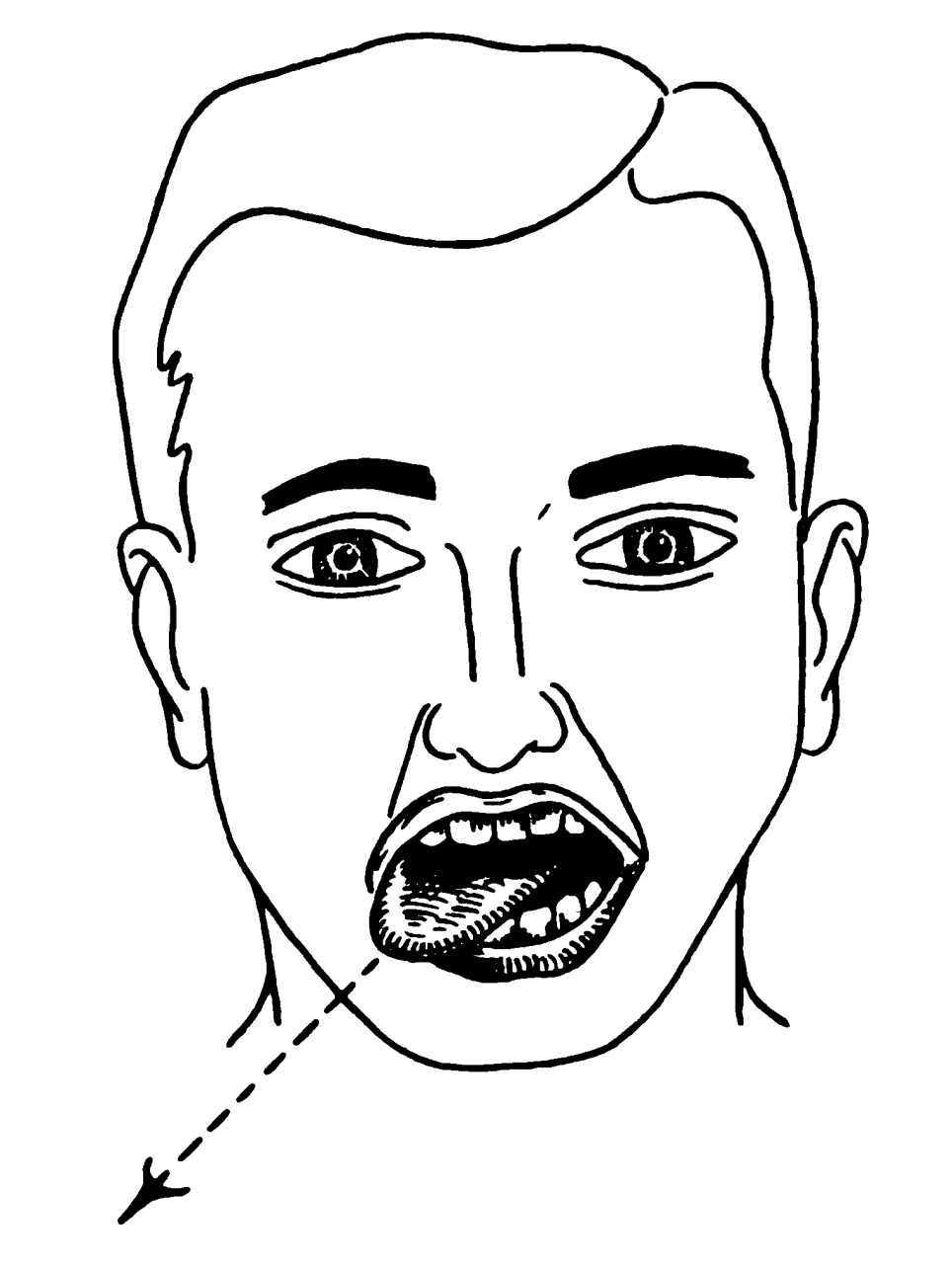
Відхилення язика при ураженні під'язикового нерва

Кожен нерв виконує специфічну функцію, яку перевіряють для визначення правильного функціонування нерва та виключення ураження. Тестування виконується в порядку, який відповідає номеру черепного нерва. У разі знаходження порушення воно диференціюється з всіма іншими можливими, які, однак, пов'язані з ураженням інших відділів нервової системи. Нижче наведені тести для кожного нерва.
- Оскільки нюховий нерв відповідає за сприйняття запахів, то для його перевірки пацієнта просять закрити одну ніздрю, а до іншої підносять подразник (запах). Хворий має вказати, який запах він відчуває. Не можна використовувати речовини на кшталт аміаку чи бензину. Порушення, які можуть знайти — аносмія (втрата нюху), гіпосмія (зниження нюху), гіперосмія (підвищення нюху).[116]
- Для дослідження функціонування зорового нерва використовують таблицю Головіна-Сівцева чи таблицю Снеллена (визначення гостроти зору), периметроскопія (поля зору), таблицю Рабкіна (кольоросприйняття), дослідження очного дна та диску зорового нерва, перевірка зіничного рефлексу. Можливі порушення — амавроз, геміанопсія, порушення кольоросприйняття, скотоми, застійні диски.[117]
- Щоб дослідити функцію окорухового нерва, насамперед звертають увагу на позицію очного яблука; якщо наявна зовнішня косина, це може вказувати на порушення іннервації цим нервом. Також звертають увагу на повіку (чи наявний птоз — її опущення). Також перевіряють реакцію зіниці на світло, акомодацію, рухи очима. Можливі порушення — зовнішня косина, анізокорія (внаслідок нечутливості до світла), відсутність акомодації, птоз і двоїння при погляді в протилежний до ураження бік.[118]
- Якщо уражений блоковий нерв, людина не може направити око вниз і вбік, також виникатиме двоїння.[119]
- При дослідженні трійчастого нерва перевіряють поверхневу та глибоку чутливості, рефлекси, ланкою якого є трійчастий нерв (надбрівний, підборідний, корнеальний, кон'юнктивальний), жувальні рухи. Тактильну чутливість перевіряють ваткою в зонах іннервації гілок нерва і в зонах Зельдера, больову — завдяки гострому предмету і в тих самих зонах. Пацієнта просять зціпити зуби, порухати нижньою щелепою. Можливі порушення — анестезія, гіпестезія, гіперстезія, біль, відсутність жувальних рухів, тризм.[120]
- Відвідний нерв забезпечує рух ока назовні. Саме цю функцію тестують при перевірці нерва. Можливі порушення — двоїння, внутрішня косина.[121]
- Лицевий нерв містить і чутливі, і рухові волокна. Перевіряють загальну чутливість вушної мушлі (аналогічно до трійчастого нерва). Смакову чутливість перевіряють наносячи на язик певний смаковий подразник (солодке, гірке, кисле, солене). Просять пацієнта усміхнутися, зімкнути очі — перевіряють функцію мімічних м'язів. Перевіряється слух (функція стремінцевого м'яза, який іннервується нервом). Використовують тест Ширмера для перевірки іннервації слізної залози. Можливі порушення — агевзія, лицеві парези або паралічі, гіперакузія, порушення сльозо- та слиновиділення.[122]
- Слух і рівновага залежать від стану присінково-завитикового нерва. Для перевірки слуху лікар може прошепотіти слово чи речення, а пацієнт має повторити за ним. Проводять тест Ріннеттаест Вебера; .іЛар спостерігає за ходьбою пацієнта, стійкістю в позі Ромберга. Можливі порушення — гіпо- або гіперакузія, атаксія (з ністагмом), повна глухота.[123]
- Дев'ятий та десятий нерви перевіряються одночасно. Перевіряють стан м'якого піднебіння, просять пацієнта ковтнути, говорити, прислуховуються до голосу пацієнта (чи він не хрипкий), перевіряють глотковий рефлекс. Можливі порушення: звисання піднебіння (половини або тотальне звисання), порушення ковтання, хрипкість голосу. Також при патології блукаючого нерва можуть виникати вегетативні розлади.[124][125]
- Тестування додаткового нерва полягає в просьбі до пацієнта повернути голову в бік, підняти плечі, тобто перевірити іннервацію м'язів. У випадку порушення рухи будуть обмежені або відсутні.[126]
- Щоб перевірити функцію під'язикового нерва, пацієнта просять висунути язик (в нормі висувається по середній лінії), дивляться на стан язика (відсутність чи наявність атрофій, фасцикуляцій).[127]

### Захворювання

#### Периферійні нейропатії та невралгії
Під нейропатією розуміють будь-який, запальний (неврит) та незапальний, процес в стовбурі нерва, який веде до погіршення або випадіння іннервації цим нервом та больових відчуттів. При цьому причинами запалення можуть бути найрізноманітніші чинники: бактерії, віруси (найчастіше герпевіруси), травматичні ушкодження, фізичні чинники (наприклад, переохолодження чи стиснення нерва), радіація, пухлини. Як вже було сказано, нейропатія веде до випадіння іннервації нерва: при нейропатії лицевого нерва випадатиме міміка обличчя, порушуватиметься функції слинних та слізних залоз. При нейропатії присінково-завиткового нерва випадатиме слух, погіршуватиметься координація та рівновага.
Невралгія — це стан, при якому у зоні іннервації чутливого нерва виникає сильний біль. Найчастішим захворюванням цього типу є невралгія трійчастого нерва. При ній виникатиме пекучий різкий біль в ділянці іннервації трійчастого нерва. Язико-глоткова невралгія проявлятиметься болями в ділянці глотки, мигдаликів, язика, тобто в зоні іннервації однойменного нерва. Інколи в процес залучаються тільки окремі гілочки нервів.

#### Ушкодження в ЦНС
Оскільки окрім стовбура в систему нерва входять шляхи в ЦНС, ядра та кіркові центри, то їх ушкодження також проявлятиметься випадінням іннервації. Причини можуть бути різними (запальний процес, ріст пухлини, травма), проте найчастішою причиною є інсульт.
Якщо геморагічний чи ішемічний інсульт трапляється в ділянці стовбура і впливає на ядра, то нерв може бути залучений до альтернуючого синдрому — випадіння функції певного черепного нерва на стороні ураження та паралічі чи парези, втрата чутливості на протилежній стороні на тілі. Якщо інсульт трапляється в ділянці внутрішньої капсули чи променистого вінця, то випадатиме уся чутливість та моторика на протилежному до сторони ураження боці, в тому числі і та, що забезпечується черепними нервами. При ураженні кіркового аналізатора, якщо ушкодження розташоване в ділянці, яка сприймає інформацію від певного черепного нерва, випадатиме функція цього нерва.

## Історія відкриття та найменування

### Відкриття

#### Античний час та Середньовіччя

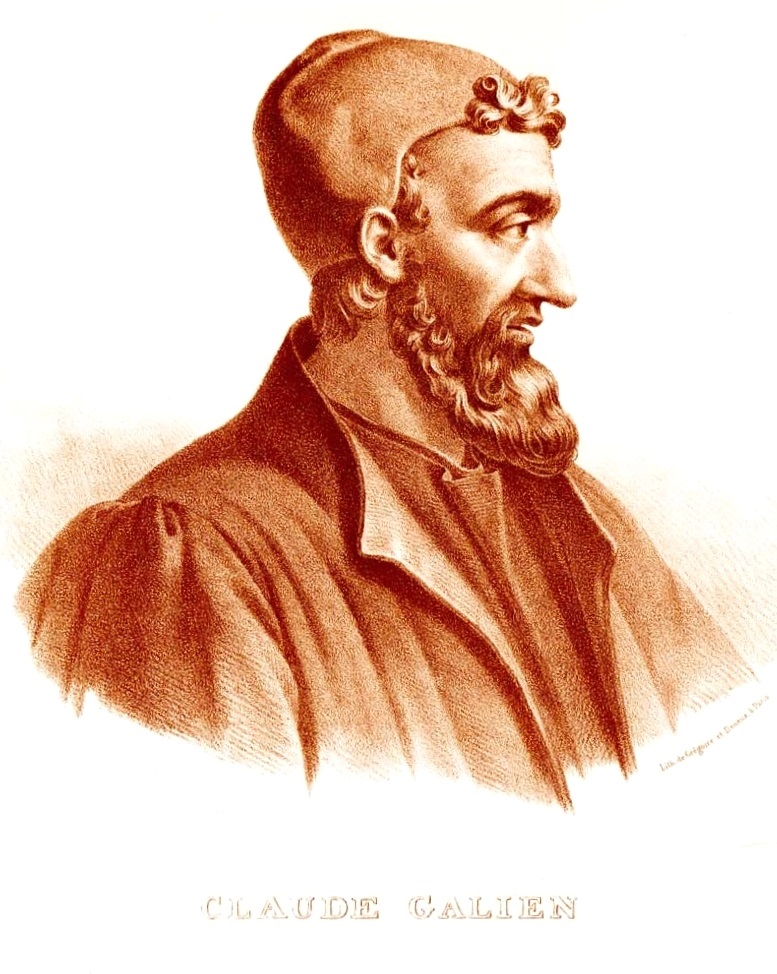
Клавдій Гален

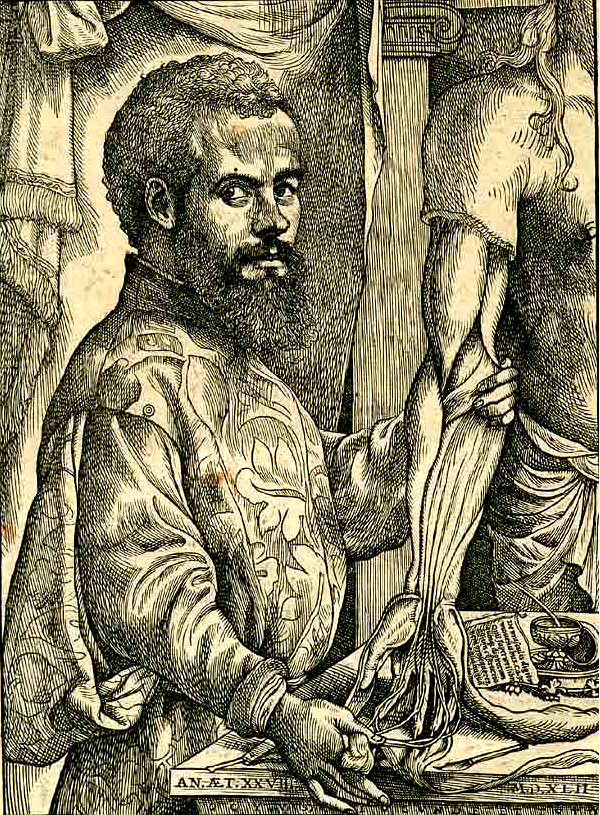
Андреас Везалій

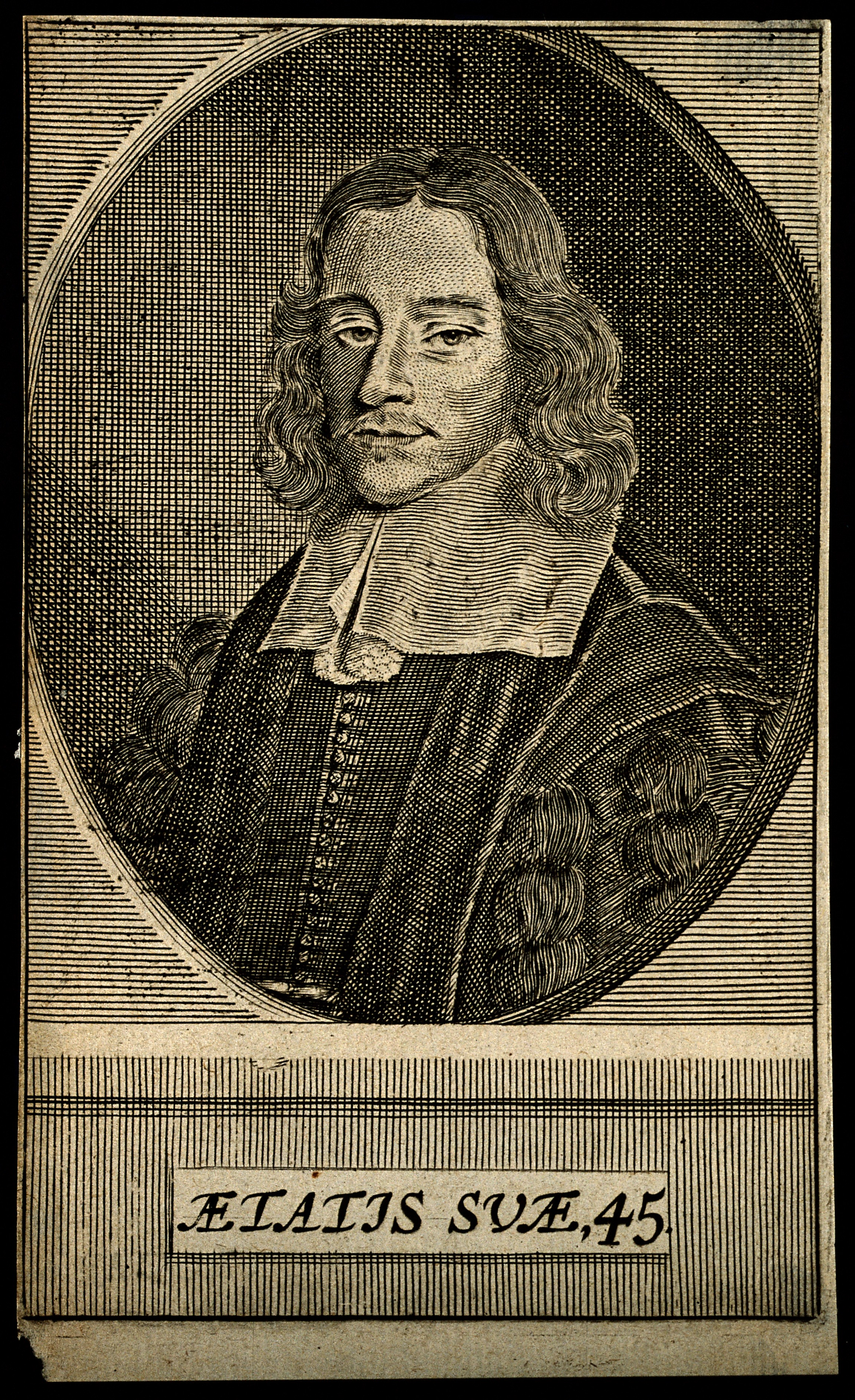
Томас Вілліс

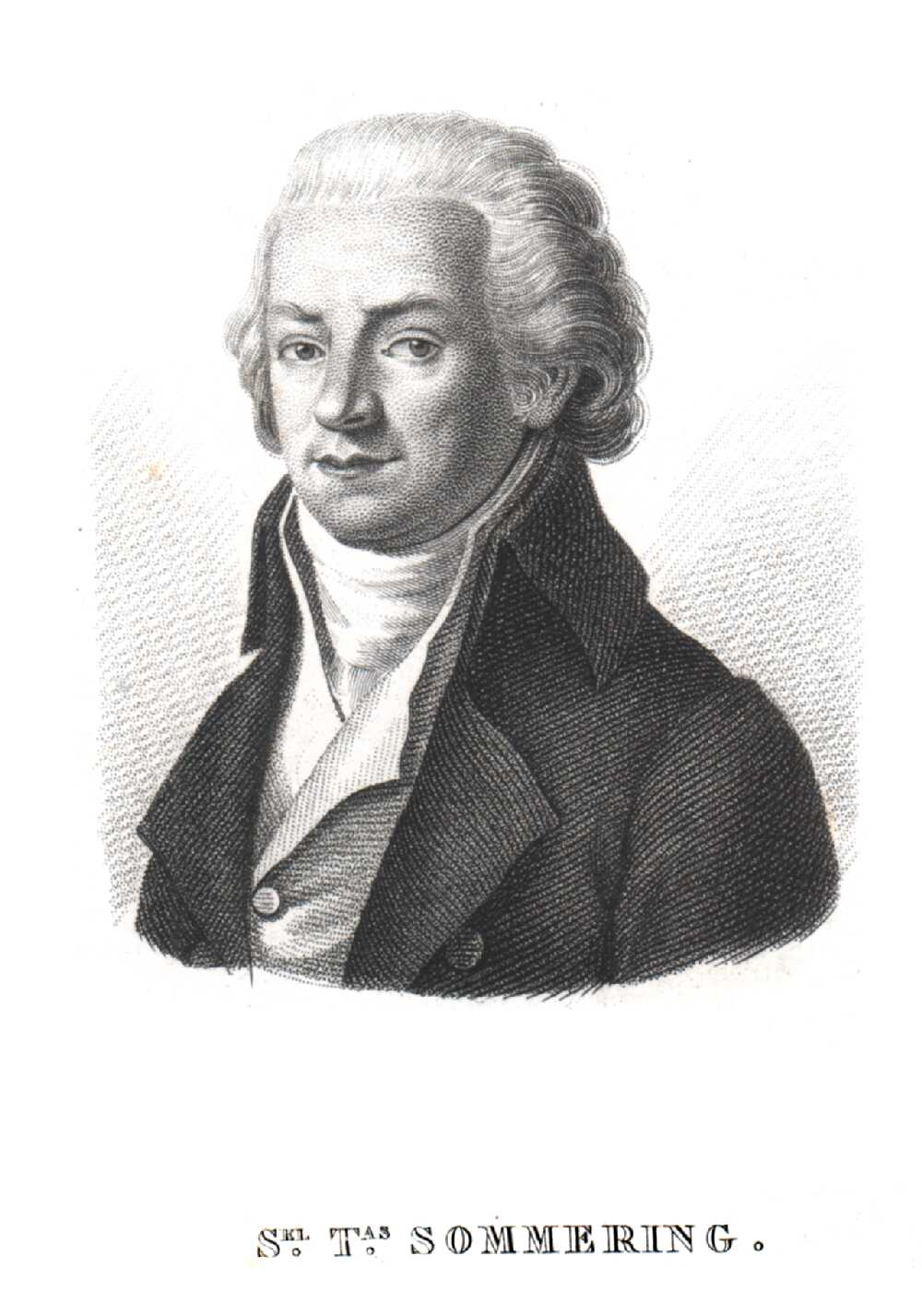
Самуель Томас Земмерінг

Перші документальні описи черепних нервів знаходять в працях Клавдія Галена, однак є дані, що вже Герофіл розрізняв деякі черепні нерви (точно відомо, що він описав оптичний нерв, але назви не дав і вважав, що це не нерв, а канал (poroi)). Також у своїх працях Гален посилався на Маріноса з Александрії, який був вчителем його вчителів. Гален описав (але не дав сучасної назви) сім пар черепних нервів; за черепні нерви він визнавав не тільки власне черепні нерви, але й корінці трійчастого нерва. Отже Галенова класифікація така (римськими цифрами вказаний номер пари черепних нервів в його класифікації)
- I — оптичний нерв;
- II — окоруховий нерв;
- III — чутливий корінець трійчастого нерва;
- IV — моторний корінець трійчастого нерва;
- V — лицевий нерв + вестибуло-кохлеарний нерв;
- VI — язико-глотковий нерв + блукаючий нерв + додатковий нерв;
- VII — під'язиковий нерв

Нюховий нерв він не вважав нервом, а лише відростком мозку.
Також він класифікував чутливі та рухові нерви: перші були «м'якими», другі — «твердими».
Така система класифікації зберігалася дуже довго, аж до початку Ренесансу. Цьому сприяло декілька факторів: розтини людських тіл були заборонені як у Римській імперії, так і під час Середньовіччя, Гален мав дуже великий авторитет у світі тогочасної медицини, Церква пильно стежила за наукою, а зі створенням інквізиції збільшила свій вплив.
Після загибелі Римської імперії центр наукових пошуків змістився на Близький Схід. Однак праці Галена використовувалися і тут, тому класифікація черепних нервів залишалася незмінною.

#### Новий час
Зміни настали з приходом епохи Відродження, коли збільшився доступ до тіл і можна було перевірити правильність старих ідей.
Перша відмінна від Галенової класифікація була створена Алессандро Бенедетті у його Historia corporis humani 1502 року. Так VII нерв Галена став II у його класифікації, нюхова цибулина та нюховий тракт стали III парою черепних нервів, окоруховий та зоровий нерв утворювали I пару черепних нервів.
Андреас Везалій у своїй De humani corporis fabrica (1543) теж дещо змінив класифікацію нервів: два корінця трійчастого нерва утворювали III пару черепних нервів, IV парою ставала піднебінна гілка верхньощелепного нерва. Інші нерви були на тих позиціях, що і у Галена. Також Везалій був першим, хто описав відвідний та блоковий нерви, однак вважав їх частиною окорухового нерва.
Вклад у розуміння будови та галуження нервів зробив Фаллопій, який описав усі три сучасні гілки трійчастого нерва, лицевий канал скроневої кістки та барабанну струнну.
Першою класифікацією, яка вийшла за межі семи нервів, була класифікація Вілліса у його праці Cerebri anatome (1664). Він виділяв такі нерви:
- I пара — нюхові тракт та цибулина
- II пара — оптичний нерв
- III пара — блоковий нерв
- IV пара — трійчастий нерв
- V пара — відвідний нерв
- VII пара лицевий нерв + слуховий нерв
- VIII пара — язико-глотковий нерв + блукаючий нерв + додатковий нерв
- IX пара — під'язиковий нерв

Робота Вілліса була дуже популярною в Європі. Користуючись нею голландський хірург Годефрой Бідло описав вже 11 черепних нервів: окремо описав язико-глотковий, блукаючий та додатковий нерви. Однак ця класифікація не набула особливої популярності, і до Зоммерінга користувалися класифікацією Вілліса.
Остання класифікація (сучасна) належить Самуелю Томасу Земмерінгу, який у 1778 році описав усі 12 черепних нервів та розставив їх згідно з сучасною класифікацією. Саме така класифікація була прийнята за стандарт під час затвердження BNA у 1895 році. Незмінною вона залишилася і при прийнятті PNA (1955) та при затвердженні останньої анатомічної термінології в Ріо-де-Жанейро у 1997 році.
Однак у 1878 році Фрітіш описав знайдений у риб найростральніший нерв, який згодом назвали термінальним. 1905 року досліди де Врієса на людських ембріонах, а у 1914 — досліди Бруковера та Джонстона на дорослих людях — підтвердили наявність цього нерва у людини. Оскільки усі нерви вже мали своє число від I до XII, він отримав неримський символ «0». Також його позначають римською літерою «N».

### Термінологія

#### Історія терміна «черепні нерви»
Також у різні часи різнився термін «черепні нерви». Гален вважав, що черепні нерви є такими, що закінчуються в головному мозку. Везалій вживав термін «nervi a cerebro originem ducentes», тобто нерви, які починаються в мозку, або нерви мозку. Вілліс називав їх такими, що «народжуються» в черепі. 1895 року відбулося прийняття першої уніфікованої анатомічної термінології (Базельської — BNA); для нервів вирішили використовувати термін nervi cerebrales — мозкові нерви. 1935 року відбувся перегляд номенклатури у Єні; цього разу був прийнятий термін nervi capitales — головні нерви. Тільки у 1955 році, у Парижі, почали використовувати термін nervi craniales — черепні нерви — та при перегляді PNA у 1980 році альтернативний термін nervi encephalici. Однак при останньому перегляді та затвердженні Terminologia Anatomica був прийнятий єдиний термін — nervi craniales.

#### Історія найменувань окремих нервів
| Нерв                                                            | Етимологія назви | Вперше названий                                                                           | Науковець, який дав назву | Причина назви |
| --------------------------------------------------------------- | --- | ----------------------------------------------------------------------------------------- | ------------------------- | --- |
| Термінальний нерв (лат. nervus terminalis)                      | від лат. terminalis — крайній | 1905                                                                                      | Альберт Вільям Лосі       | Назву отримав через близькість до термінальної пластинки головного мозку |
| Нюховий нерв (лат. nervus olfactorius)                          | класичне лат. olfacere — нюхаю, посткласичне olfactorius, утворене додаванням -tor -(суфікс, для утворення іменника від певного дієслова) та -ius (використовується для утворення прикметника) | 1651                                                                                      | Томас Бартолін            | Нерв отримав свою назву через зв'язок з функцією нюху |
| Зоровий нерв (лат. nervus opticus)                              | від дав.-гр. ὀπτικός (optikos) | точно не відомо; Гален надає інформацію, що деякі його попередники називали нерв оптичним | ????                      | Нерв названий так через приналежність до функції зору |
| Окоруховий нерв (лат. nervus oculomotorius)                     | посткласичне латинське слово, комбіноване з двох латинських слів: oculus — око та motore — рухаю; також додані два суфікси: -tor та -ius                                                       | 1783                                                                                      | Йоганнес Пфеффінгер       | Названий так через свою функцію (іннервує м'язи очного яблука і, таким чином, рухає ним) |
| Блоковий нерв (лат. nervus trochlearis)                         | від лат. trochlea — блок | 1670                                                                                      | Вільям Молінс             | Нерв названий через те, що він іннервує верхній косий м'яз, сухожилок якого робить перегин, що нагадує блок                                                                                 |
| Трійчастий нерв (лат. nervus trigeminus)                        | від лат. trigeminus — потрійний | 1732                                                                                      | Якоб Вінслов              | Назву отримав через свою форму: основний стовбур, який виходить з мосто-мозочкового кута, поділяється на три гілки                                                                          |
| Відвідний нерв (лат. nervus abducens)                           | від лат. abducere — відводити | 1798                                                                                      | Самуель Томас Земмерінг   | Нерв отримав назву через функцію, яку забезпечує, а саме відведення ока назовні |
| Лицевий нерв (лат. nervus facialis)                             | від лат. faciei — обличчя; посткласичне facialis — те, що стосується обличчя | 1762                                                                                      | Альбрехт фон Галлер       | Свою назву нерв отримав через іннервацію мімічних м'язів обличчя, свою «приналежність» до обличчя                                                                                           |
| Проміжний нерв (лат. nervus intermedius) частина лицевого нерва | від лат. intermedius — проміжний | 1778                                                                                      | Генріх Август Врізберг    | Через близьке розташування лицевого та присінково-завиткового нервів їх довго вважали одним нервом; в цьому випадку проміжний нерв розглядався як єднальна гілочка між ними, тобто проміжна |
| Присінково-завитковий нерв (лат. nervus vestibulocochlearis)    | від лат. vestibulum — присінок; від лат. cochlea — завиток, закрутка | 1960                                                                                      | Колегія при перегляді PNA | Назва пішла від двох анатомічних структур, з якими нерв комунікує у внутрішньому вусі |
| Язико-глотковий нерв (лат. nervus glossopharyngeus)             | від дав.-гр. γλῶσσα (glossa) — язик та від дав.-гр. φάρυγξ (pharynx) — глотка, горло | 1762                                                                                      | Альбрехт фон Галлер       | Назва пішла від того, що анатомісти, які досліджували нерв, описували, що він вплітається в глотку та корінь язика                                                                          |
| Блукаючий нерв (лат. nervus vagus)                              | від лат. vagus — блудний, бродячий, мандрівний | 1651                                                                                      | Томас Бартолін            | Нерв отримав свою назву через довжину та велике галуження в тілі людини |
| Додатковий нерв (лат. nervus accessorius)                       | від посткласичного латинського слова accesorius — додатковий | 1666                                                                                      | Томас Вілліс              | Через близьке розміщення до блукаючого та гілочки до нього розглядався як «додаток» до сучасної X пари                                                                                      |
| Під'язиковий нерв (лат. nervus hypoglossus)                     | від дав.-гр. γλῶσσα (glossa) — язик та з додаванням префікса hypo- — під- | 1732                                                                                      | Якоб Вінслов              | Назва характеризує анатомічне розміщення нерва |
| Примітки:                                                       | |                                                                                           |                           | |